# Imperiul Carolingian
Imperiul Carolingian (800–888) este un termen istoriografic care se referă la regatul francilor condus de dinastia Carolingiană în Evul Mediu Timpuriu.
Datorită unei succesiuni de regi slabi și epuizării pământurilor pe care le dăruiseră pentru a-și asigura fidelitatea aristocrației, dinastia merovingiană a pierdut treptat puterea reală. Ultimii reprezentanți ai dinastiei merovingiene,  „regii trândavi”, lăsaseră conducerea regatului majordomilor. Pipinizii aveau domenii importante în zona Belgiei actuale și reprezentau marea aristocrație francă din nord, ceea ce explică și treptata consolidare a puterii lor. Carol Martel (719-741) consolidează poziția familiei și își sporește prestigiul prin înfrângerea arabilor, ce efectuau raiduri din ce în ce mai îndrăznețe în Occident, la Poitiers (732). Pepin cel Scurt (majordom între 741-751) hotărăște să transforme puterea efectivă pe care o deținea într-o regalitate de drept.

## Istoric
În timpul domniei lui Clovis I din dinastia Merovingienilor, francii au câștigat supremația în Europa de Vest. Conflictul care va caracteriza întreaga istorie medievală din punct de vedere social și politic, cel dintre suveran și prinții autohtoni, a apărut după moartea lui Clovis. Au fost necesare concesii înainte ca nobilimea să recunoască autoritatea regală. Împărțirea repetată a regatului între moștenitorii legitimi a slăbit puterea Merovingienilor, care au cedat în cele din urmă în fața Carolingilor, foștii majordomi ai palatului. Carol cel Mare, primul împărat al Sfântului Imperiu Roman, s-a remarcat dintr-un lung șir de conducători Carolingieni încununați cu succese.

### Dinastia Merovingienilor

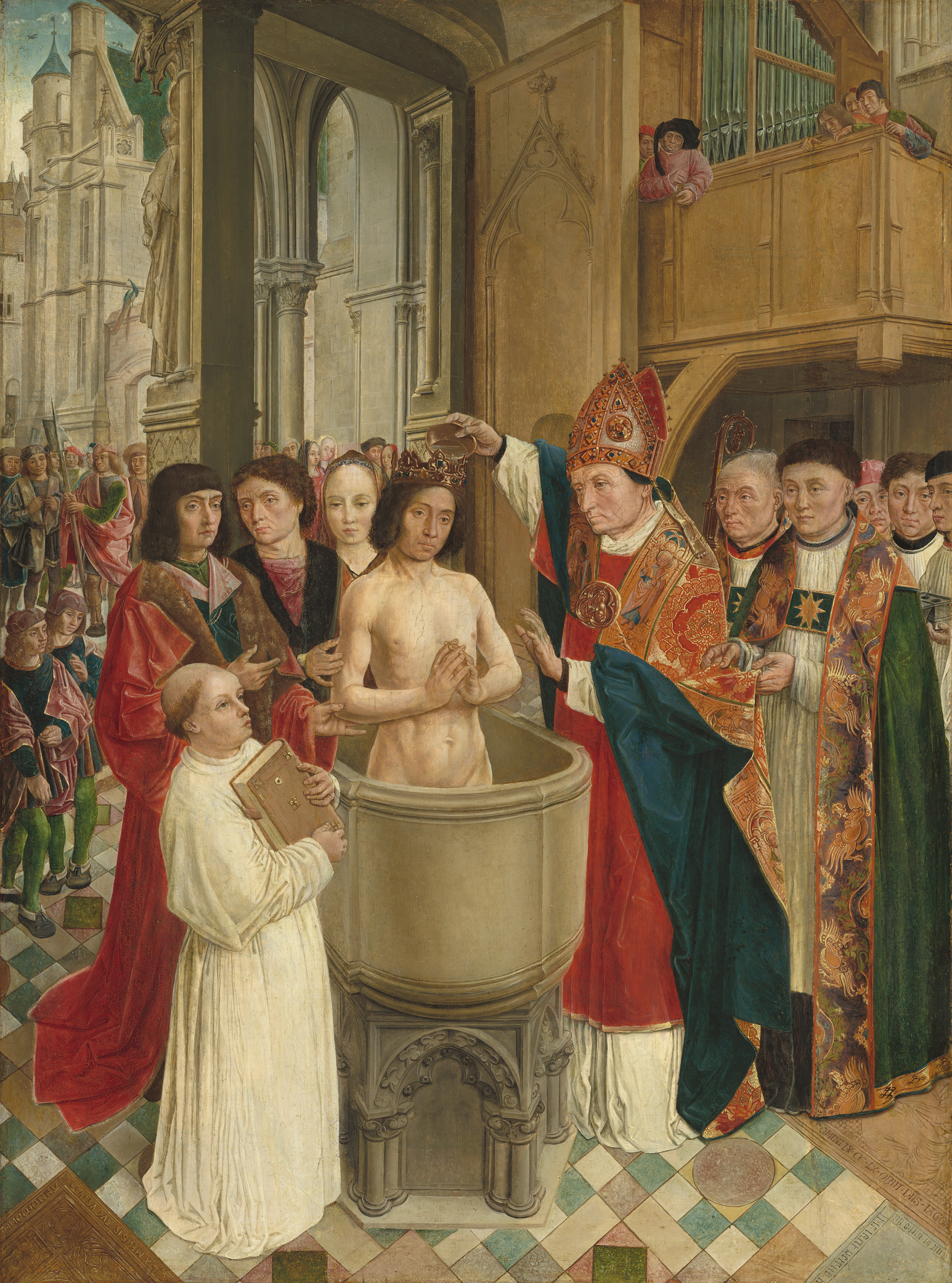
Botezul lui Clovis

În timpul domniei lui Clovis I din dinastia merovingienilor, francii dornici de expansiune, au intrat în conflict cu Siagrius, ultimul guvernator roman local. După ce l-a înlăturat în anul 486, Clovis și-a extins considerabil teritoriul, transformând mica stăpânire din jurul orașului Cambrai, moștenită de la părintele său Childeric, într-un puternic regat ce se întindea de la Rin până la Pirinei. Clovis s-a creștinat, fiind botezat în rit niceean de către episcopul Remigius de Reims. A încurajat amestecul francilor cu populația locală galo-romană și a încheiat o alianță între conducătorii Regatului Franc și ulterior ai Sfântului Imperiu Roman, cu papalitatea. Prin codul său de legi, Lex Salica, Clovis nu a permis accesul femeilor la tron, asigurând continuitatea succesiunii Merovingienilor și a succesorilor  lor. Cu acordul împăratului Anastasie și al burgunzilor, Clovis se angajează în confruntarea finală cu vizigoții pe care-i înfrânge la Vouillé (507) și a ocupat părțile de la sud și vest de Loara ale regatului vizigot. Consacrarea noii monarhii creștine, prin acordarea titlului de consul, sosește de la Constantinopol din obișnuita dorință de afirmare a pretențiilor imperiale asupra provinciilor occidentale, dar care slujește mai mult legitimării puterii regelui în ochii galo-romanilor și superiorității lui Clovis față de ceilalți regi franci, decât autorității efective a împăratului bizantin. La moartea sa din 511, stăpânea peste zona formată din Franța și Belgia de azi, Renania și sud-vestul Germaniei.
În ciuda reglementării situației succesiunii, regatul a fost împărțit după moartea lui Clovis între cei patru fii ai săi conform vechiului obicei franc de tragere la sorți. Au apărut trei noi regate  merovingiene: Austrasia (în est), Neustria (în vest) și Burgundia (în sud-est), ai căror conducători s-au luptat între ei. Urmașii lui Clovis, în ciuda împărțirii regatului în conformitate cu normele patrimoniale private de succesiune, au reușit să continue expansiunea teritorială a statului franc, supunând teritoriile de la răsărit de Loara, regatul burgund, Provence, iar la est de Rin și-au impus protectoratul asupra Turingiei, Alamaniei și Bavariei.
Chlotar II a reușit să reunifice regatul un secol mai târziu, însă cu mari sacrificii politice. Pentru a atrage nobilimea de partea sa, a fost silit să accepte Edictum Chlotarii din anul 614, care stipula că demnitarii locali, conții,  urmau să fie aleși din rândul latifundiarilor din provincii. S-a consolidat  puterea nobilimii locale în detrimentul autorității centrale. Cele trei regate aveau câte un majordom al palatului, care îl reprezenta pe rege și se bucura de o putere considerabilă. Dagobert I a fost ultimul suveran din dinastia Merovingienilor care a stăpânit un regat unit, între 629-639. Disensiunea din interiorul dinastiei a facilitat ascensiunea Carolingienilor.

### Ascensiunea Carolingienilor

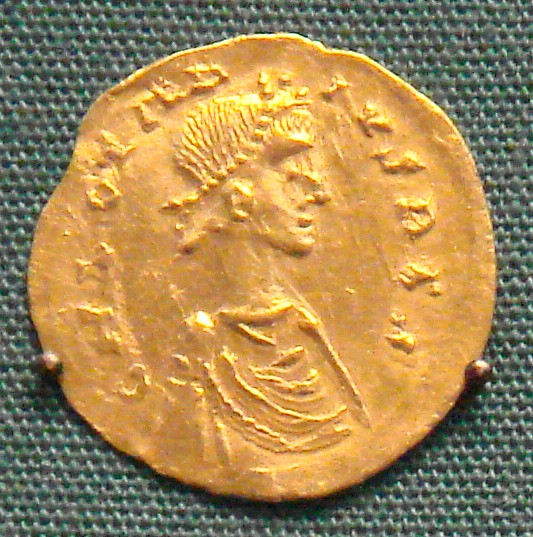
Clothaire al II-lea

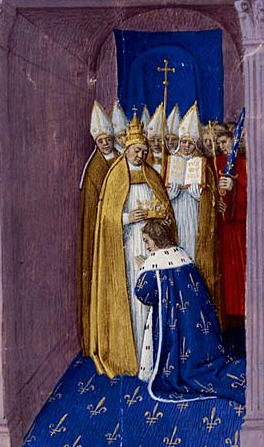
Pepin

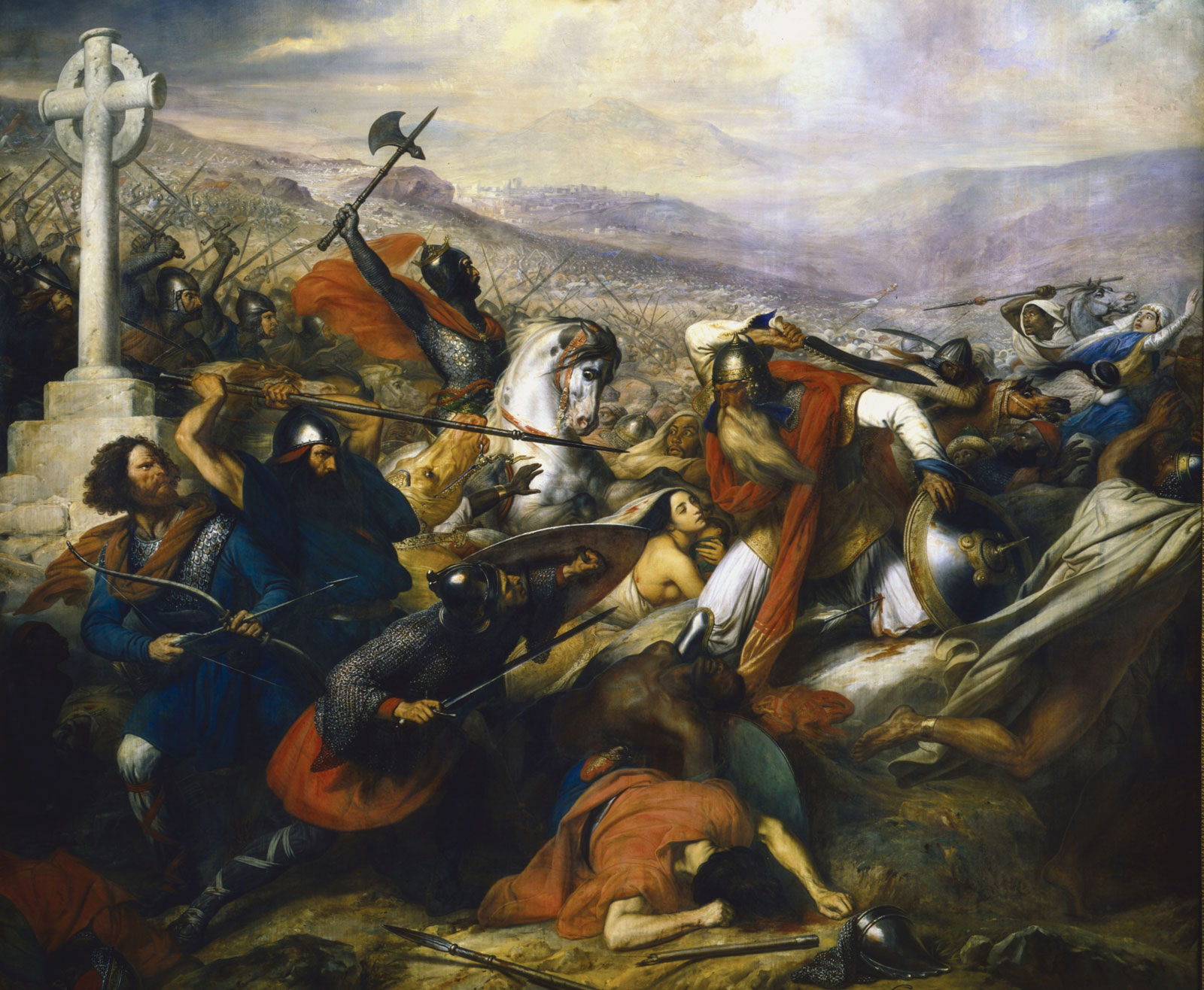
Steuben - Bătălia de la Poitiers

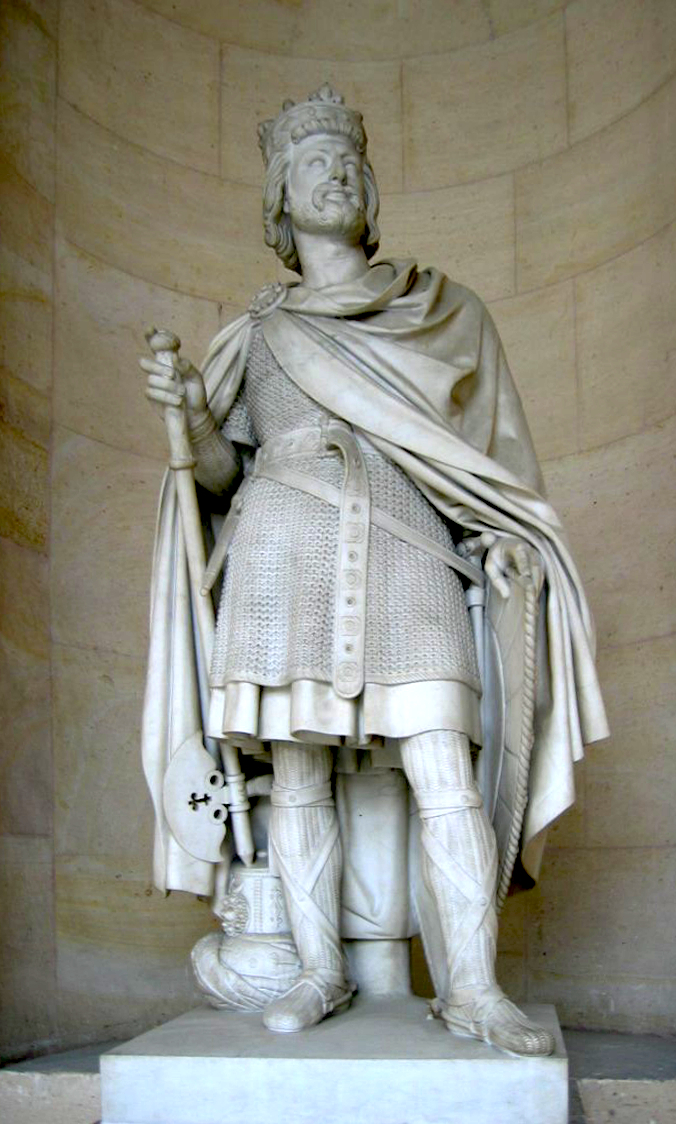
Carol Martel

Singura sursă demnă de încredere a acestei perioade este Liber Historiae Francorum, cealaltă sursă din epocă, Annales Mettenses Priores fiind o lucrare menită să-i glorifice pe carolingieni, compilată la Saint-Denis în 806. Au existat și alte cronici ce s-au pierdut, altele fiind modificate în concordanță cu viziunile dinastiei carolingiene în privința merovingienilor. Analele regatului franc consideră anul 741 ca fiind punctul de pornire al epocii carolingiene. 
Familia carolingiană este originară din rândul familiilor aristocratice din regatul franc merovingian. În Austrasia, la începutul secolului al VII-lea, s-au remarcat două familii ce avea ca reprezentanți pe Arnulf, episcop de Metz, și Pepin de Landen, majordom în Austrasia. Lui Pepin i-a fost încredințat educația viitorului rege Dagobert de către regele Clothar al II-lea. Clothar avea mare încredere în Pepin și Arnulf care l-au susținut în 613 în efortul de preluare a tronului. Înainte de a muri în 639, Pepin a aranjat căsătoria fiicei sale, Begga, cu Asegisel, fiul lui Arnulf, unirea celor două neamuri punând bazele viitoarei dinastii Carolingiene, care și-a început ascensiunea la sfârșitul secolului al VII-lea prin Pepin de Herstal, fiul lui Asegisel. Grimoald, fiul lui Pepin de Landen, a încercat să ajungă pe tron, dar a eșuat din cauza opoziției nobiliare din Neustria și Austrasia, conform Liber Historiae Francorum, fiind un eveniment omis în scrierile ulterioare prin politică propagandistică carolingiană. 
Pepin de Herstal și-a început activitatea în timpul domniei lui Dagobert al II-lea,. Împreună cu fratele său, Martin, comite de Laon, Pepin s-a implicat în luptele dintre Ebroin, majordomul Neustriei și grupării aristocratice din Burgundia și Austrasia reprezentate de episcopul Leodegar. Leodegar este ucis în 679, Marin și Ebroin l-au propulsat pe Pepin că lider al majorității aristocratice din Austrasia, unde a devenit majordom. Ascensiunea să atinge apogeul cu victoria de la Tertry din 687 în față majordomului Neustriei, Berchar. Baza puterii lui Pepin a rămas în Austrasia, familia sa deținând multe domenii. Pepin a moștenit de la părinți domenii în Metz, Frosses și Narmur, precum și mănăstiri. A condus prin intermediul unor oameni de încredere numiți de el, numindu-l în această poziție pe fiul său, Grimoald, pe celălalt fiu, Drago, a devenit duce de Champagne. Pepin prezida anual adunarea generală a nobililor și episcopilor din regat, ocazie în care se aduceau dările și se strângeau oștirile. S-au păstrat 24 de carte regale, regii deținând atribute de guvernare și juridice. Regatul a traversat o perioada de pace și dezvoltare. Din 709, Pepin a început un lung proces de readucere sub control franc a triburilor germanice de dincolo de Rin. A murit bătrân, în decembrie 714, fără succesori, căci Drogo și Grimoald muriseră. Astfel, nepotul său, Theudoald a devenit majordom al Neustriei.Au fost declanșate revolte ample în provinciile regatului. Ulterior, Carol , unul dintre fii săi nelegitimi, a preluat conducerea facțiunii nobiliare, ce era amenințată de o altă facțiune, Plectrude, și de alianța dintre nobilii din Neustria și frizi.

### Expansiunea imperiului

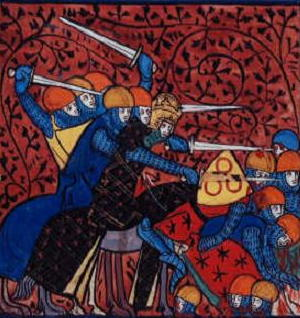
Războiul cu saxonii

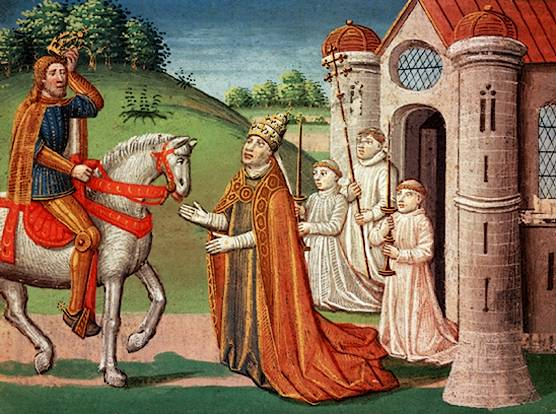
Carol cel Mare și Papa Adrian I

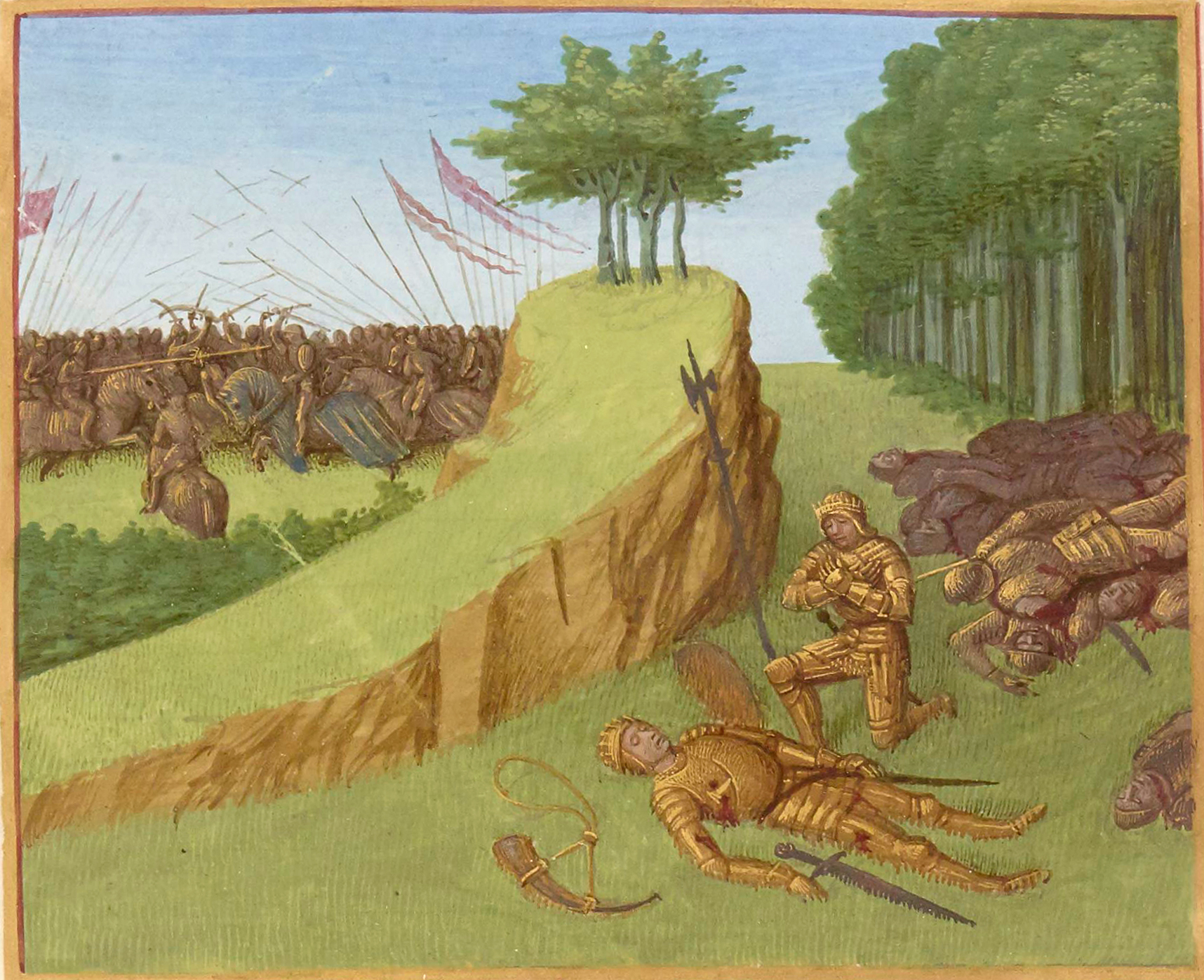
Cântecul lui Roland

Carol sau Charles Martel i-a înfrânt pe opozanți în Neustria și a înlăturat Plectrude până în 717. A respins atacurile saxonilor și s-a instalat la conducerea a două provincii. În 721 l-a înscăunat pe Theuderic al IV-lea, ce a domnit formal. 
Carol purta supranumele de "Martel", probabil primit după asediul cetății Avignon ce a fost asociată cu cucerirea Ierihonului de către Iosua din Vechiul Testament ori după Bătălia de la Tours, alți istorici considerând că este un al doilea nume de botez în cinstea sfântului Martin sau lui Martin, fratele lui Pepin de Herstal. 
Pe parcursul domniei, Carol a purtat numeroase bătălii anuale, încercând să-și extindă și consolideze puterea. A purtat lupte cu saxonii din 718 până în 724, cu alamanii în 725 și în 730, și cu bavarezii în 725 și în 728. S-a confruntat și cu opoziția unor duci ce manifestau tendințe de independența în Gasconia, Aquitania și Provența. Carol a numit în fruntea comitatelor, episcopiilor și abațiilor oameni loiali politicii sale pentru a menține controlul. Carol a trebuit să se folosească și de legătură de fidelitate ce se impunea la baza societății feudale timpurii. Carol a impus și o politică se secularizare a domeniilor bisericești. Pentru a-și recompensa fidelii, confisca domeniile bisericii, eliminând simultan abați și episcopi mult prea influenți și numea în rândurile ierarhiei ecleziastice mulți nobili cu comportamente războinice decât religioase. A urmărit reducerea independenței abaților și episcopilor militari, îndepărtarea lor din locurile în care rezidau, confiscarea resurselor pe care le dețineau și înlocuirea lor cu persoane favorabile. A controlat de timpuriu tezaurul strâns de tatăl său și confiscat de la Plectrude și a profitat de sprijinul nobilimii din Austrasia. 
Pe plan militar, era impus un sistem de chemare la oaste ce presupunea participarea tuturor oamenilor liberi la război. Înrolarea putea fi evitată prin plătirea unei sume de bani. Francii erau infanteriști, luptau cu topoare, lănci, săbii cu două tăișuri sau săbii scurte, se apărau cu un pieptar din piele de animal acoperit cu plăci de metal și purtau o cască conică și un scut mare de lemn. Cavaleria avea o poziție tot mai importantă în cadrul armatei. Au preluat scărița de șa de la avari, ceea ce permitea cavalerului să utilizeze mai bine lancea și sabia, pe care le puteau ține în ambele mâini. Războinicii erau recompensați cu domenii. 
În 719, arabii, după ce au ocupat peninsula iberică, au traversat Pirineii, cucerind posesiunile din sudul Galliei ale regatului vizigot, cetatea Narbonne, iar în 721, au cucerit Toulouse, pătrunzând prin valea Ronului în Burgundia. Musulmanii atacau și jefuiau în voie sudul regatului. Cu ajutorul lui Odo, comitele Aquitaniei, Carol Martel i-a învins pe arabi în apropiere de Poitiers în octombrie 732, surprinzându-i în drum spre Tours, unde intenționau să jefuiască mănăstirea Saint-Martin. Victoria de la Tours a fost interpretată ca judecată a lui Dumnezeu, favorabilă lui Carol. După victorie, Carol și-a îndreptat atenția spre Aquitania, unde Odo promova o politică ambiguă. După moartea lui Odo în 735 și campaniile întreprinse în sud, între 736-739, Carol a asigurat un control deplin în regiunea, în Provența. 
Carol moare în octombrie 741, fiind urmat de Pepin și Carloman, ce au împărțit puterea încă din timpul vieții tatălui lor. Carloman a preluat o parte din Austrasia, Alamania, Thuringia, iar Pepin a revendicat Burgundia, Neustria, Provența și o mică parte din Austrasia, ce cuprindea Metz și Trier. Grifo, un fiu din a două căsătorie a lui Carol Martel, a primit o mică moștenire. După moartea tatălui lor, cei doi frați l-au închis pe Grifo în fortăreața Novum Castellum, de lângă Liege. 
O parte din nobilii regatului din regiunile periferice din Aquitania, Alamania și Bavaria, s-au împotrivit tendințelor autoritare ale lui Pepin și Carloman, mai ales că pe tron nu se află nici un rege. Pentru a-i liniști, cei doi frați l-au scos din mănăstire de la Saint Bertin un fiu al regelui Childeric al II-lea, Childeric al III-lea, ultimul suveran merovingian. În 747, Carloman s-a retras la Roma, în mănăstirea de la Monte Cassino. Pepin l-a eliberat din funcție pe Drogo, fiul lui Carloman pentru a netezi drumul urmașilor săi la o succesiune necontestată. Dar Grifo a reușit să fugă în Bavaria, unde s-a impus în fruntea ducatului după moartea lui Odilo. Cu ajutorul lui Pepin, Tassilo, fiul lui Odilo, a ajuns la conducerea Bavariei, iar Grifo s-a refugiat în Aquitania, de unde a plecat spre Italia, fiind ucis pe drum de câțiva nobili franci. Puterea lui Pepin era suficient de mare pentru a nu mai putea fi contestată de nobilii regatului. 
Pepin a fost confirmat oficial ca rege, folosindu-se de fideli nobili neustrieni și austrasieni, strânși în jurul său. În noiembrie 751, primește binecuvântarea papală de la Papa Zaharia. A convocat la Soissons o adunare a tuturor francilor, care prin alegerea lor, l-au aclamat că rege. A fost uns cu ulei sfânt de către Bonifaciu, ceremonia ungerii având o semnificație deosebită, deoarece cel uns era alesul poporului și al divinității, încredințându-i-se misiunea de a-și conduce supușii către mântuire, întărindu-se dimensiunea religioasă a funcției regale. Ultimul rege merovingian, Childeric al III-lea, a fost tuns și închis într-o mănăstire. 
În 739, Papa Grigore al II-lea a trimis două solii cu daruri la Carol Martel, solicitând încheierea unei alianțe, dar acesta nu a răspuns pozitiv, ce era interesat să se alieze cu longobarzii împotriva arabilor. În 751, papa l-a numit pe Pepin ca princeps în contextul amenințării longobarde asupra Italiei ce au cucerit o parte din exarhatul de la Ravenna. Papa a preferat să se adreseze lui Pepin, nu împăratului de la Constantinopol, Constantin al V-lea, cu care avea relații încordate din cauza convingerilor iconoclastice ale acestuia. 
În 753-754, Papa Ștefan al II-lea a întreprins o vizită în regatul franc ca să-l înduplece pe Pepin să intervină împotriva longobarzilor. Papa îi unge pe Pepin și pe soția sa, regina Bertrada, și pe fii lor la Saint-Denis, desemnându-i ca protectorii Romei. Regele franc nu mai era doar un conducător al unui regat, ci un rege creștin care acționa în numele puterii divine. Pepin a promis că va restitui urmașului Sfântului Petru, adică papei Ștefan, întreg exarhatul Ravennei prin "Donația pepiniană". Obținând acordul nobililor, Pepin a întreprins două campanii împotriva longobarzilor în 754-756, silindu-i să cedeze papei Ravenna și alte 22 de orașe, ce vor formă viitorul Stat Papal. Papa s-a îndepărtat de puterea bizantină și s-a apropiat tot mai mult de regatul franc, ce asigura sprijin Romei. Pepin a continuat să consolideze granițele Franciei prin unirea întregii Galii sub puterea să, iar în 753, i-a învins pe saxoni ce erau supuși doar nominal puterii france, obligându-i să accepte pătrunderea misionarilor creștini pe meleagurile lor și să plătească anual un tribut de 300 de cai. Și-a îndreptat apoi atenția spre sud, spre fosta Septimania și spre Aquitania, aflată sub controlul musulmanilor. Pepin s-a impus cu ușurință datorită urmașilor vizigotilor stabiliți în Septimania, ce nu tolerau stăpânirea arabă și le-a făgăduit că vor trăi potrivit legii vizigote. 
În 759, a cucerit Narbonne. În 761, a întreprins expediții în Aquitania timp de opt ani, fiind cucerită pe deplin în anul morții sale, în 768. Pepin, bolnav fiind, s-a retras la Sainte, de unde nuea comiți franci în orașele supuse și promulga un capitular prin care asigura fiecărui locuitor al provinciei păstrarea legii proprii, precum și dreptul de a face apel la rege. A introdus o nouă monedă - denariul de argint - denarus. Nu avea sediu precis, pendulând între Neustria și Austrasia, între reședințe rurale și mari abații de la periferia orașelor. Majordomii au fost eliminați, iar funcțiile instituției lor au fost preluate de comes palatii și de camerarius. Au fost însă menținute dregătoriile moștenite. În sarcina clericilor capelani a intrat redactarea actelor sub aspectul sintaxei, ortografiei, prezentării și scrisului.

### Imperiul lui Carol cel Mare

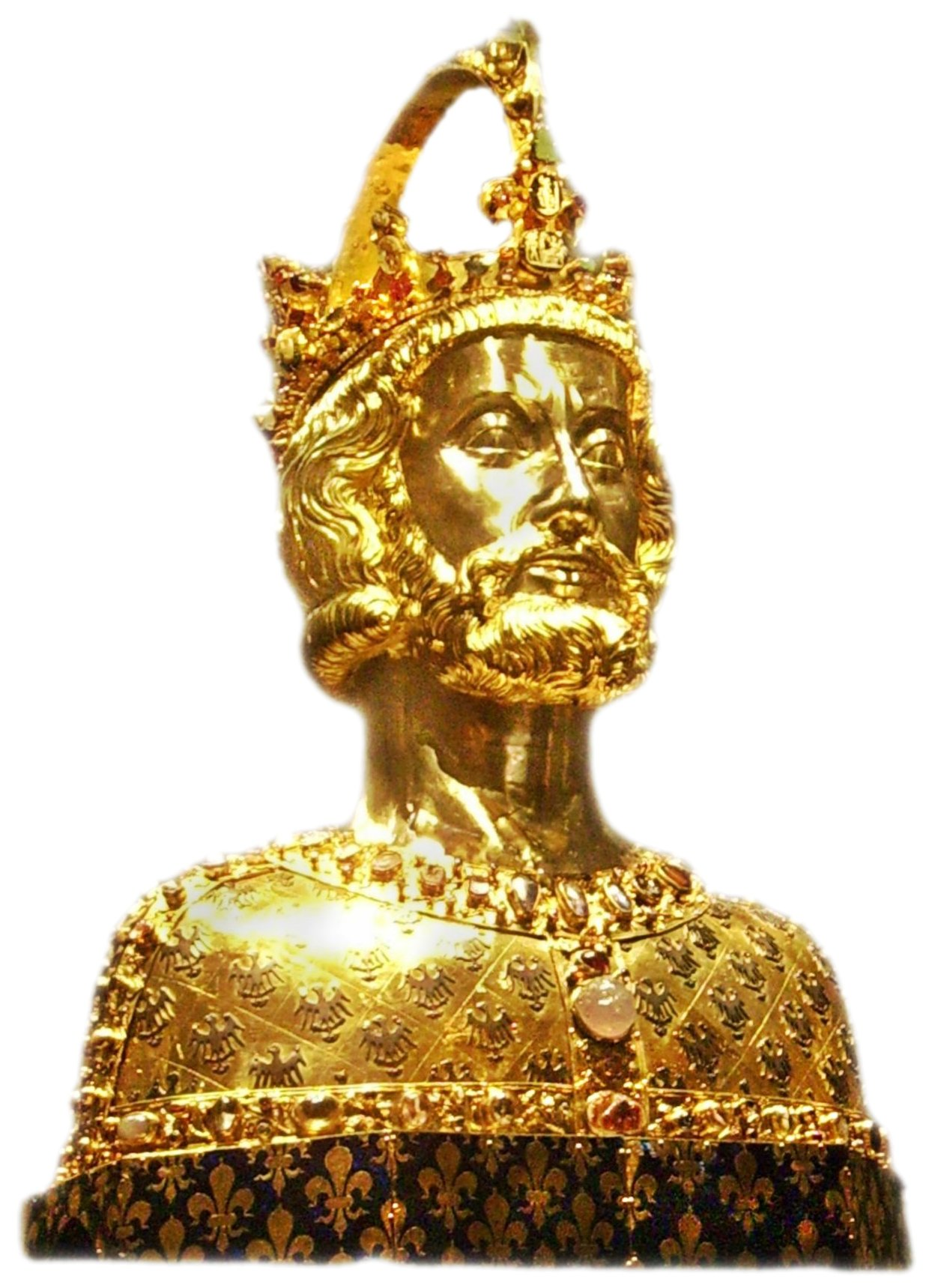
Bustul de aur al lui Carol

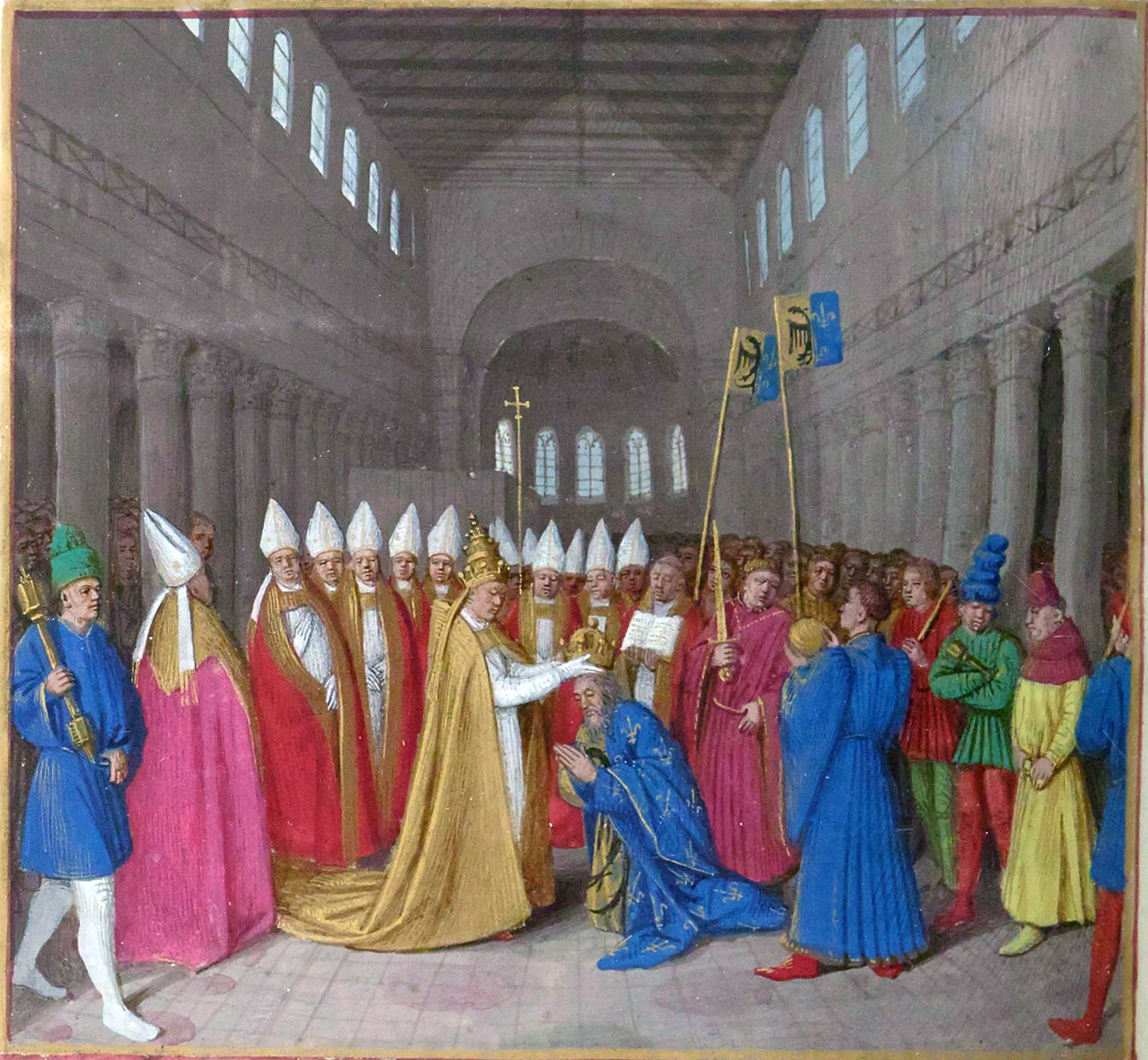
Încoronarea

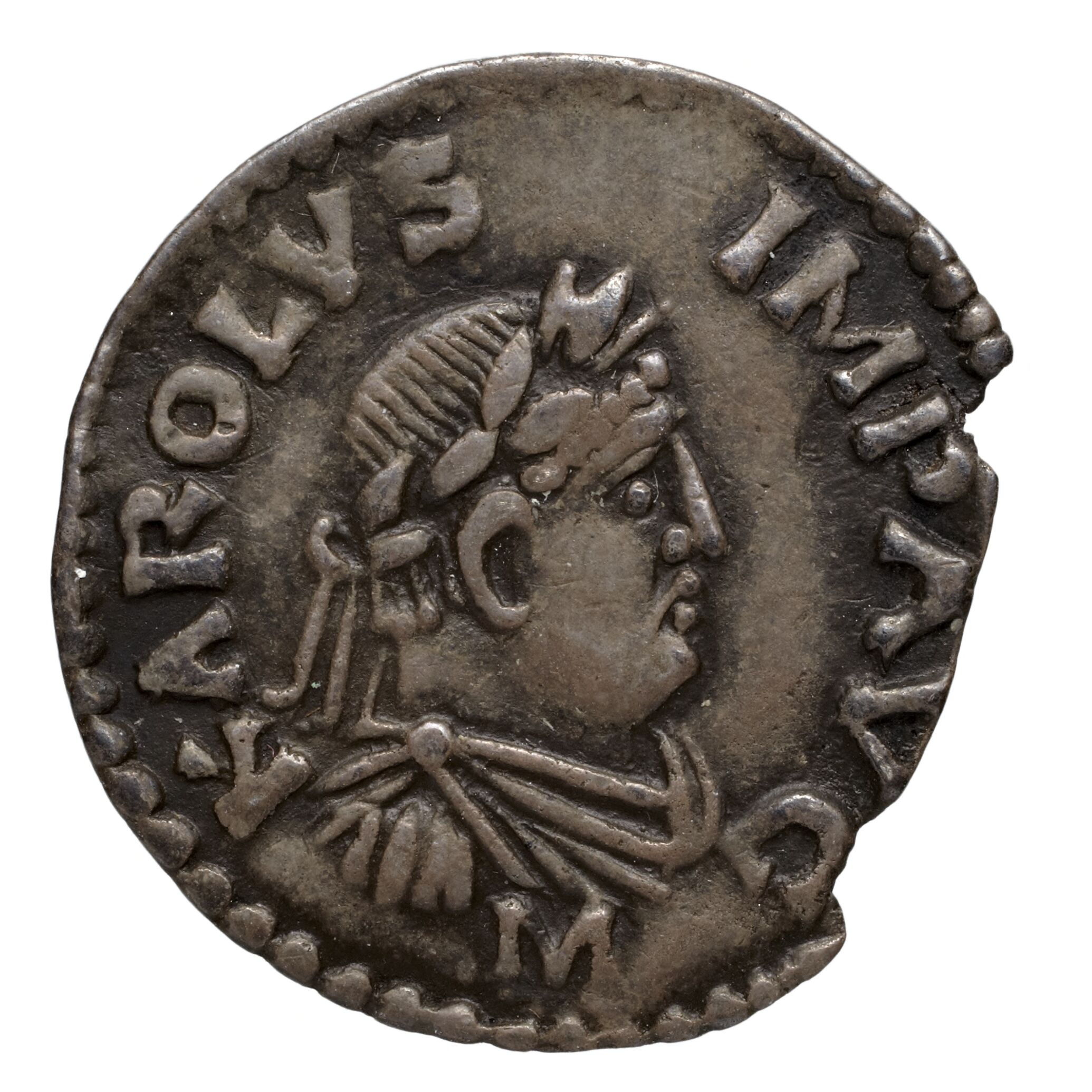
Monedă cu chipul împăratului Carol

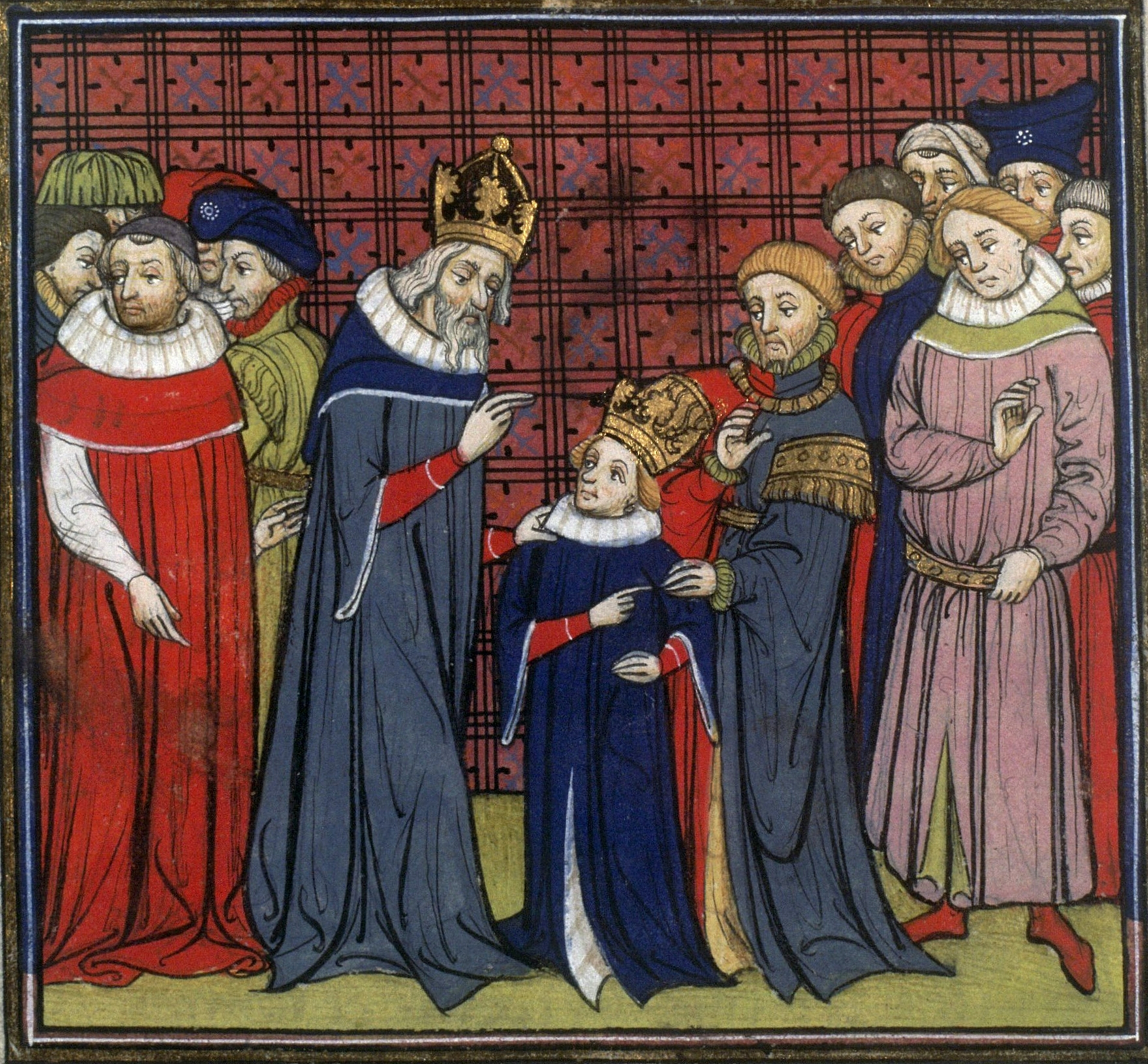
Charlemagne și Ludovic cel Pios

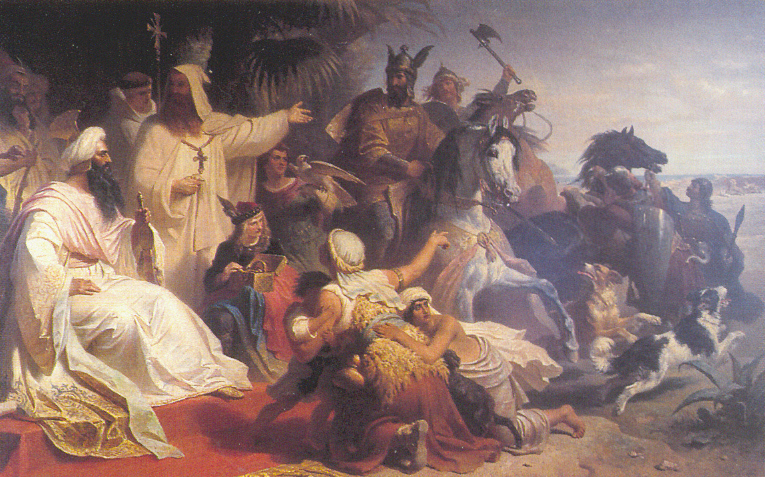
Harun și Carol cel Mare

Pepin cel Scund a fost urmat la conducere de cei doi fii ai săi, Carol și fratele sau, Carloman. Cei doi au decis să-și împartă teritoriile. Astfel, Carloman, la 17 ani, i-au revenit teritorii compacte, mari, dar eterogene: Provența, estul Aquitaniei, Burgundia și sudul Austrasiei. Carol, care avea 21 de ani, a primit un întins teritoriu care înconjura ca un arc de cerc moștenirea franca, plecând de la Aquitania atlantică până la Thuringia, cu o parte din Neustria și Austrasiei. În 771, Carloman a murit în împrejurări misterioase, iar moștenirea a fost preluată de Carol.
Domnia lui Carol cel Mare s-a caracterizat printr-o activitate impresionantă, continuând activitatea tatălui său de extindere a hotarelor regatului franc, a cărui sfera de influență a ajuns înainte de 800 în contact cu Bizanțul. Fiul lui Carloman s-a refugiat la curtea regelui longobarzilor, Desiderius al longobarzilor, care i-a susținut pretențiile de moștenire. Desiderius nu renunță la planurile de unificare a Italiei, amenințând pozițiile papalității după ce a cucerit câteva dintre orașele cedate anterior de către Pepin episcopului Romei. Chemat de Papa Adrian I, Carol a inițiat la sfârșitul anului 773 expediții în Italia, cucerind Verona și asediind Pavia, reședința regelui longobarzilor. În primăvară lui 774, când asediul era în curs, Carol a plecat la Roma, unde a fost primit cu onoruri, iar Papa a obținut confirmarea Donației lui Pepin. Întors la Pavia, Carol a cucerit cetatea după ce locuitorii eu s-au predat în urma izbucnirii foametei și epidemiilor. Desiderius a fost închis într-o mănăstire. Carol a împărțit prăzile obținute armatei sale. A mai intervenit în Italia în 776 pentru a suprima o revoltă în Friuli, în 781 când l-a instalat pe Pepin, fiul său, ca rege, și în 787, când a inițiat o campanie în sud. Carol și-a luat titlul de Rex Langobardorum, păstrând instituțiile longobarde, deși a fost nevoit să trimită franci de încredere care să vegheze asupra intereselor sale. 
Carol s-a angajat și într-un lung conflict cu saxonii pe care dorea să-i supună și să-i creștineze. Saxonii atacau și jefuiau sistematic ținuturile de nord-est a regatului franc. În 772, aflat într-o expediție împotriva saxonilor, a tăiat stejarul sacru Irminsul de lângă Paderboa. În 777 a capturat bastioanele saxone de la Eresburg și Buraburg și a organizat o marca de protecție de-a lungul văilor râurilor Ruhr și Lippe. Regele a realizat că nu va avea liniște la hotarele nordice cât existau mici formațiuni saxone. Acesta a instigat triburile saxone împotriva celorlalte. În cele din urmă, a ocupat întreagă Saxonie după ce anual, între 772 și 799, pornea o expediție în această regiune. În 782, Widukind, un conducător local, a ridicat o parte a saxonilor împotriva lui Carol, ale cărui represalii au fost dure: se consemnează că 4500 de saxoni au fost executați la Verdun în 782. După trei ani de lupte, Widukind a cedat și a acceptat botezul. Carol a emis un capitular în 785 prin care introducea pedeapsa cu moartea pentru cei care practicau obiceiurile păgâne sau încălcau fidelitatea datorată regelui precum și pentru tulburarea ordinii publice. În 792, saxonii s-au revoltat din nou, și după apte expediții, teritoriile au fost integrate în regat și au avut loc deportări masive. În 797, a emis prevederi mai blânde ce indică faptul că rezistență saxonă a cedat. Sistemul de organizare al noilor provincii a fost consolidat, saxonii au fost acceptați în rândul reprezentanților locali ai regelui, iar legea și dunarile saxone au fost permise și respectate. Regatul franc cuprindea în hotarele sale întreagă Germanie, ducatele tribale fiind desființate sau reorganizate. 
În 777, când se pregătea de o altă expediție saxonă, Carol a fost vizitat de un guvernator musulman din Saragossa, ce i-a cerut sprijinul în lupta cu emirul omeiad din Cordoba. Carol a acceptat, iar în 778, ajuns în Spania, oastea a eșuat în față Saragossei, unde aliații omeiazi nu s-au mai prezentat. Pe drumul de întoarcere, ariegarda lui Carol a căzut într-o ambuscadă pregătită de basci la Roncevaux, căzând printre victime senesalul Eggihard și comitele palatului Anselme; lupta este descrisă în Cântecul lui Roland. Carol a trebuit să instaureze o marca de hotar la Toulouse ce proteja regatul franc de amenințarea arabă. În 797, francii, sub conducerea lui Louis, au ocupat poziții în Spania, în 801 ocupând Barcelona, ce a devenit reședința unui comitat. 
La frontieră răsăriteană, teritoriile france erau jefuite de avari. După ce a aflat de înțelegerea secretă dintre Tassilo, ducele Bavariei, și khagan-ul avar, Carol l-a acuzat de trădare și l-a închis într-o mănăstire în 788, și a integrat ducatul sau în regatul franc, organizându-l în comitate, numind un prefect, desființând instituția ducală, dar a permis legea bavareză. În 794, Tassilo a fost adus la o adunare de la Frankfurt pentru a renunță la toate posesiunile ducale în numele său și al familiei sale. Între 791-796, Carol a pornit din Ratisbona, fosta reședința a ducilor Bavariei, a inițiat trei expediții împotriva avarilor. În ultima expediție, a distrus reședința khagan-ului, numită ring, o vastă fortificație aflată la confluența Dunării cu Tisa. Teritoriul a fost organizat într-o marca răsăriteană ce va juca un rol important împotriva invaziei ungurilor. 
Carol a urmărit să-și extindă autoritatea asupra întregii Italii. Și-a impus controlul asupra ducatului de Spleto și, în 787, a pornit o expediție împotriva ducatului de Benevent din sudul peninsulei ce avea relații apropiate cu bizantinii. În urmă impunerii protectoratului asupra ducatului, francii și bizantinii au intrat în conflict, a căror relații se răciseră de la cel de-Al doilea conciliu de la Niceea din 787, ce condamnă iconoclasmul, când Carol a refuzat să adere la aceste concepții considerate radicale. A ocupat Istria, regiunea dintre fostul regat longobard și Imperiul Bizantin. În 797, Irina Ateniana, care guverna că regență în numele fiului ei, Constantin al VI-lea, l-a orbit pe acesta, și s-a proclamat basileus pentru a-și legitimă puterea în față Apusului. 
În Italia a fost ales un nou papa, Leon al III-lea. Acesta a intrat în conflict cu reprezentanții aristocrației romane, care îl acuzau de imoralitate. În primăvară lui 799, adversarii săi au vrut să-l înlăture cu forță, dar acțiunea a eșuat din cauza intervenției a doi trimiși franci. Leon a fugit de la Roma și s-a refugiat la Carol, cu care s-a întâlnit la Paderborn în vara anului 799. Regele l-a repus în scaun și a trimis delegați să cerceteze cazul. Alcuin, unul din sfetnicii lui Carol, a făcut cunoscut faptul că autoritatea regelui francilor, considerat un rege al unui neam binecuvântat de Dumnezeu, era superioară demnității pontificale și imperiale. După lovitura de stat a împărătesei Irina, Carol a rămas că unicul îndrumător al poporului creștin, însemnat prin înțelepciune, distins prin demnitatea domniei sale. În toamna anului 800, Carol s-a îndreptat spre Italia, fiind întâmpinat de papa la 12 mile de Roma, în noiembrie, urmând ritualul prevăzut pentru vizitele imperiale. La 1 decembrie, Carol a prezidat în bazilica Sfântului Petru un conciliu prin care s-a întrunit preoțimea franca și cea din Roma, precum și laici, care au decis că papa se poată apară în public de acuzațiile aduse, printr-un jurământ purificator. 
Pe 25 decembrie 800, Carol, când se află în biserica sfântului Petru să se roage în dimineață zilei de Crăciun, a fost încoronat de către Papa Leon al III-lea, aclamat de mulțime. Ritualul era inspirat după cel bizantin, fiind inversat: Leon al III-lea a vrut să demonstreze că el era cel care îl făcea pe Carol împărat. Încoronarea a accentuat ruptură cu Bizanțul, începută cu problema iconoclasmului și alianța făcută cu Pepin cel Scurt. Încoronarea de către papa arată că actul învestiturii și recunoașterea împăraților se făcea numai la Roma. Carol era recunoscut însă drept cel mai mare rege creștin al Apusului. 
Carol întreținea relații cu regele Offa al Merciei, cu care a încheiat un acord comercial cu conducătorul de Wales, Asturia și patriarhul Ierusalimului, Carol devenind protectorul locurilor sfinte, iar el i-a trimis cheile Sfântului Mormânt. Regele franc a reluat relațiile cu arabii. 
În 797, a trimis o ambasadă formată din evreul Issac și missi Lanfrid și Sigismond la Bagdad, la califul Harun al-Rashid, restabilind raporturile diplomatice inițiate din timpul lui Pepin cel Scurt. În 801-802, califul a răspuns și i-a trimis daruri, inclusiv un elefant alb. În 794, a convocat conciliul de la Frankfurt în care adopțianismul era condamnat că erezie. Episcopii i se adresau cu rex et sacerdos, ca un adevărat reprezentant al lui Christos pe pământ. Autoritatea sa politică depășea limitele regatului sau, asupra occidentului și orientului. Prin asumarea demnității imperiale, Carol și-a arogat funcții de rege al neamurilor supuse și de conducător al creștinătății apusene, acceptând titlul de împărat. Carol i-ar fi cerut mâna lui Irina, dar această a protestat. Succesorul ei, Nicephor I, a rupt în 803 orice legătură cu regele franc, care a răspuns prin ocuparea Dalmației și Veneției, aflate sub stăpânire bizantină. Nicephor, aflat în război cu bulgarii, a negociat cu Carol. Carol a retrocedat Veneția și Dalmația lui Mihail I Rangabe, urmașul lui Nichephor. În 812, Carol a primit o solie bizantină la Aachen, fiind recunoscut ca basileus.

## Organizarea
Succesele externe i-au adus lui Carol un control deplin asupra organizării militare pe care a centralizat-o. Ca și tată sau, a reorganizat administrația. La apogeul întinderii sale, statul lui Carol cuprindea o suprafață de 1,2 milioane de km² incluzând Gallia, Germania, nordul și centrul Italiei până la Roma, nord-estul Balcanilor și nord-estul Spaniei.
Populația numără 10-20 de milioane de locuitori, divizați în două ansambluri lingvistice, romanic și germanic, fiecare cu propriile și numeroasele limbi, dialecte și graiuri. Latină, limba scrisă, unea imperiul , fiind utilizată în biserica și cancelarie. A condus imperiul prin intermediul palatului. Exercită banum, dreptul de a guverna asupra tuturor supușilor, acționa pentru a asigura pacea și ordinea, precum și bună funcționare a justiției. Avea putere legislativă, promulgând legile cu ocazia marilor adunări generale plăciță. De două ori pe an, curtea, clerul și nobilimea erau convocați într-o adunare în centrul regatului franc, în Austrasia. 
Adunările erau prezidate de împărat, care se implică în dezbateri complexe: chestiuni militare, politice, juridice sau religioase. În adunarea de la Frankfurt din 794, s-au discutat probleme legate de adoptarea de măsuri în urmă rebeliunii din 792, renunțarea lui Tassilo la pretențiile asupra Bavariei, foametea ce bântuia regatul, prețurile mari, condamnarea adopțianismului. Prima adunare se ținea între noiembrie și martie, în locul unde regele franc iernă și se decideau operațiunile militare sau se decidea dată chemării la oaste. 
A două se întrunea între luna mai sau după adunarea oștii, expedițiile militare fiind planificate. Se discuta despre asigurarea păcii, justiției, protejarea bisericii și a celor săraci. Războaiele se desfășurau în timpul verii. Oastea era convocată într-un loc apropiat de câmpul de lupta. După trei-șase luni, oștenii erau lăsați la vatra. Pentru a evita abandonul, prin intermediul capitulariilor, Carol a modificat tradiția franca, prin care fiecare om liber era deținător de pământ era obligat să participe la lupta.
Fiindcă se adunau tot mai mulți luptători călare, fiecare avea nevoie de un cal, coif, scut, lance, sabie lungă, sabie scurtă, arc, săgeți și scări, toate la un preț de 18-20 de boi sau 40 de soliși. Carol a sporit numărul vasalilor, cei numiți vassi dominici, strânși din toate părțile imperiului. Angajamentul personal al acestora față de suveran implică serviciul militar, primind în schimb beneficii, sub formă de domenii, concedate din proprietățile regale sau bisericești. Din rândurile vasalilor, Carol a recrutat trupe ușoare de elită-scarae, capabile să intervină oriunde, cu repeziciune, indiferent de perioada anului. Carol a extins sistemul de fortificații al regatului, cu rol ofensiv și defensiv, mai ales la est de Rin. 
A sprijinit mănăstirile mari din regat dăruindu-le întinse domenii în teritoriile cucerite. Au fost ridicate noi lăcașuri de cult, ce adăposteau provizii pentru oști. Înainte de campanie, Carol convoca la curte abații mănăstirilor din teritoriile ce urmau a fi traversate, asigurându-se că va avea sprijinul lor în acțiunile militare. A preferat reședințele rurale, dar și cele urbane, că Worms sau Cologne, majoritatea din nordul regatului, în Austrasia. Călătorea cu scopuri militare și preferă să meargă la fostele băi romane. Reședința de la Aachen a fost ridicată în apropierea unei vechi terme romane și lângă o villa regală. A început construirea unui mare complex arhitectonic în 786, palatul fiind terminat în 798. Capela a fost sfințită în 805. Aula palatină se află în aripa nordică, în timp ce capela regală ocupă zona de sud, cele două fiind unite printr-un culoar de 120 metri, care avea de o parte și de altă un pridvor monumental. Aula era locul în care puterea regală se afișa în toată splendoarea ei, capela este singurul element păstrat azi, fiind integrată într-o mare catedrala. Un atrium și un pronaos se doreau să reprezinte porțile de la Ierusalim, ce permiteau accesul în biserica. Două niveluri de coloane susțineau cupola decorată cu un mozaic care îl reprezenta pe Christos. Regele se așeza pe un tron luminat de soare la răsărit, putând să asiste la liturghie dintr-o poziție ce sugera plasarea intermediară între lumea cerească și cea terestră. Consilierii au vrut să recreeze Roma sau Ierusalimul ceresc. Din 802, Carol s-a stabilit permanent la Aachen, devenind capitală imperiului. 
La palat, Carol a strâns în jurul sau o serie de învățați ai epocii, cu care se sfătuia: Adalhard, abatele de Corbie, Alcuin, diacon venit din York, Petru, gramatician venit din Pisa, Paul Diaconul, cărturar venit din Italia longobardă, sau Eginhard, istoric oficial al curții. Carol a numit dregători, cel mai important fiind comitele palatului. 
În subordine se aflau slujbașii de palat, cu atribuții și servicii domestice, pentru asigurarea hranei, băuturilor, a cailor necesari, cu atribuții militare și diplomatice rare. 
În vechile teritorii și în cele abia adăugate, s-au păstrat elementele administrative locale. Regele numea comiți și episcopi, legătură dintre palat și instituții fiind realizată prin intermediul trimișilor regali, recrutați numai dintre oamenii de încredere din rândul elitei. Erau numiți missi dominici, acestea fiind de câte doi: un laic și un cleric, ce aveau dreptul de a judecă și pedepsi, de a primi jurăminte și de a supraveghea orice aspect care ține de administrația regatului. 
Prin intermediul lor, Carol deținea control asupra comiților, prevenind corupția sau transmiterea ereditară a funcției și formarea unor grupări influențe. În zonele de frontieră au fost organizate mărci, conduse de comiți margrafi: mărcile Septimaniei, Spaniei, Bretaniei, Beneventului, de Friuli, de Răsărit. Rolul regiunilor era militar, de protecție a hotarelor. O parte din vechile drumuri române erau încă utilizate că drumuri regale, fiind scutite de vămi. Au fost construite noi drumuri și poduri la est de Rin. Au fost introduși scabinii, specialiști juridici, ce i-au înlocuit în procese pe rachimburgii merovingieni. Numărul capitulariilor a crescut, fiind divizate în mici capitole, fiecare pentru o hotărâre, ce cuprindeau deciziile regelui ce priveau reglementarea unor aspecte publice sau private, instrucțiunile către trimișii regli, comiți sau episcopi. De aplicarea măsurilor se ocupau comiții și missi. Principalele surse de venit proveneau din domeniile regale, fostele domenii merovingiene, din ridicarea dărilor de către comiți, vămilor, amenzilor, ce suplimentau tezaurul. Magnații și mănăstirile aveau obligația de a se prezența cu ocazia adunărilor generale cu donum publicum-daruri oferite în bani sau în alte moduri. O altă sursă semnificativă de venit erau prăzile sau tributul plătit de populațiile supuse. Activitățile comerciale se desfășurau în bâlciurile semirurale, orașele fiind locuri favorabile pentru comerț. Pe apă erau transportate produse că sarea, grânele, uleiul de măsline. Pe uscat erau transportate cu care sau cu sclavi, mărfuri mai ușoare, precum blănuri, mirodenii sau ceară. Sarea era cel mai transportat produs al vremii, procurată de la gurile Loarei, din Metz. Din lumea arabă, mai ales din Cordoba, erau importate mătăsuri, piei, bijuterii , argint, iar arabii primeau sclavi evrei capturați de franci în campaniile lor militare și vânduți. Erau menținute relații comerciale cu insulele britanice și cu Scandinavia, fiind exportate sticlă, ceramică, iar francii importau blănuri, piei, ceară sau ambră. Nouă axa comercială a imperiului era în valea Rinului. A inițiat o reforma monetară în 790. Regele era considerat legislatorul suprem, dar la rândul sau, se supunea legilor și obiceiurilor poporului. Deținea puterea absolută, se consideră reprezentantul divinității pe pământ, iar supușii îi datorau fidelitate. În 786, a impus un jurământ de fidelitate ce urmă să fie făcut regelui de către nobilime. 

## Renașterea Carolingiană

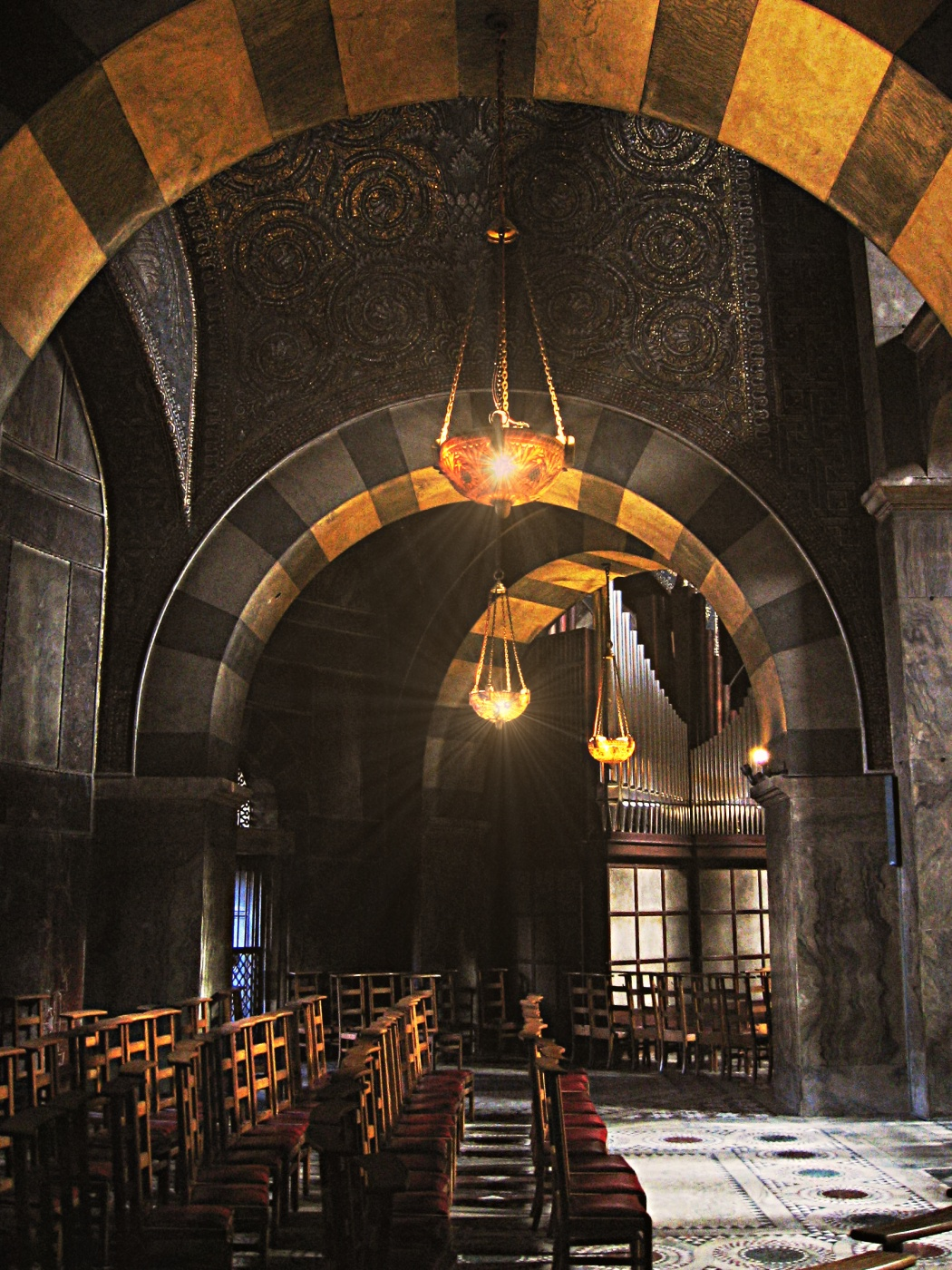
Podeaua de sus a catedralei din Aachen
„Sala regelui" a abației din Lorsch
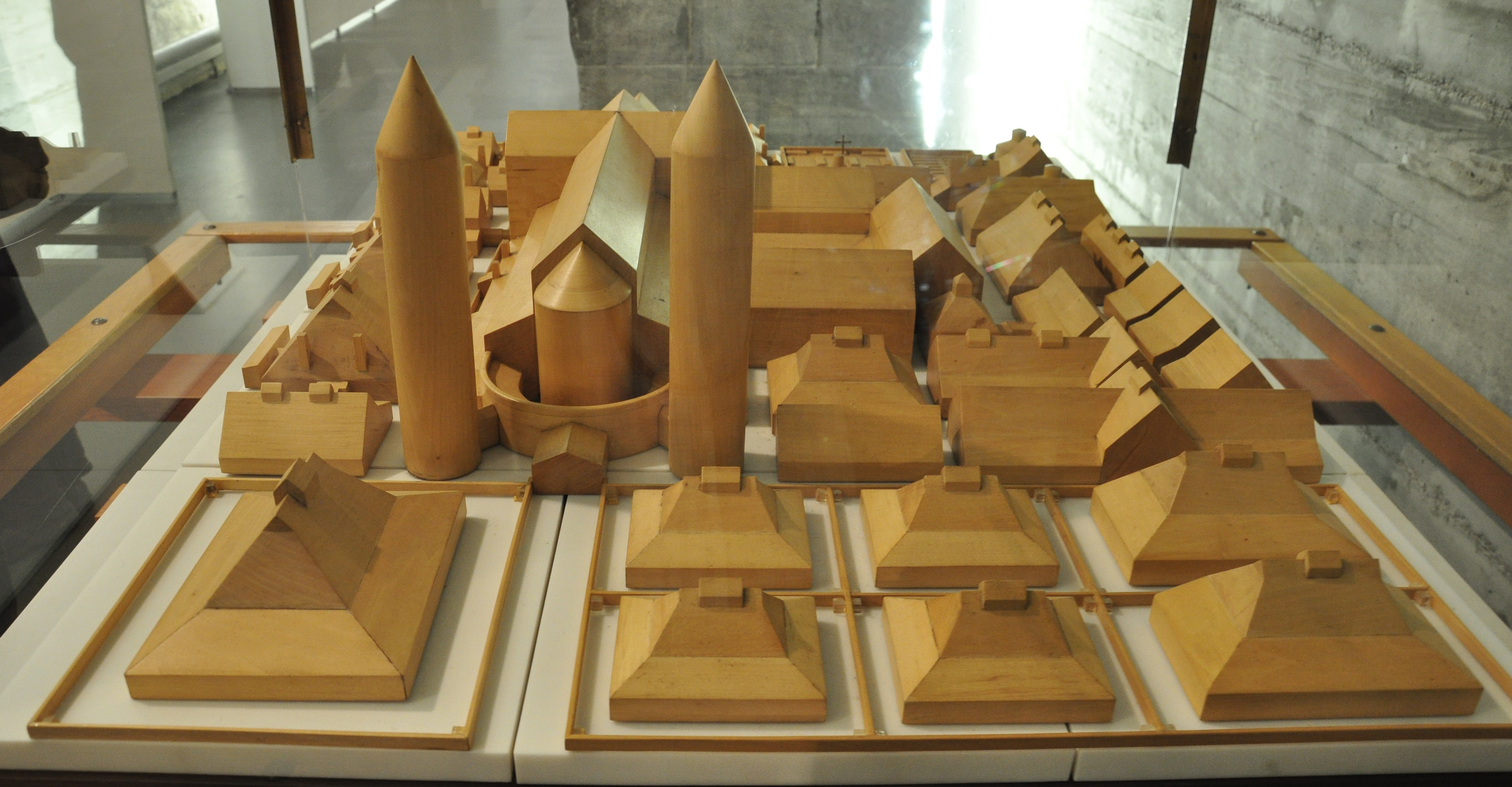
Lapidarium-ul Sfântului Gallen. Machetă din lemn imitând modelul mănăstirii „Sf. Gallen"
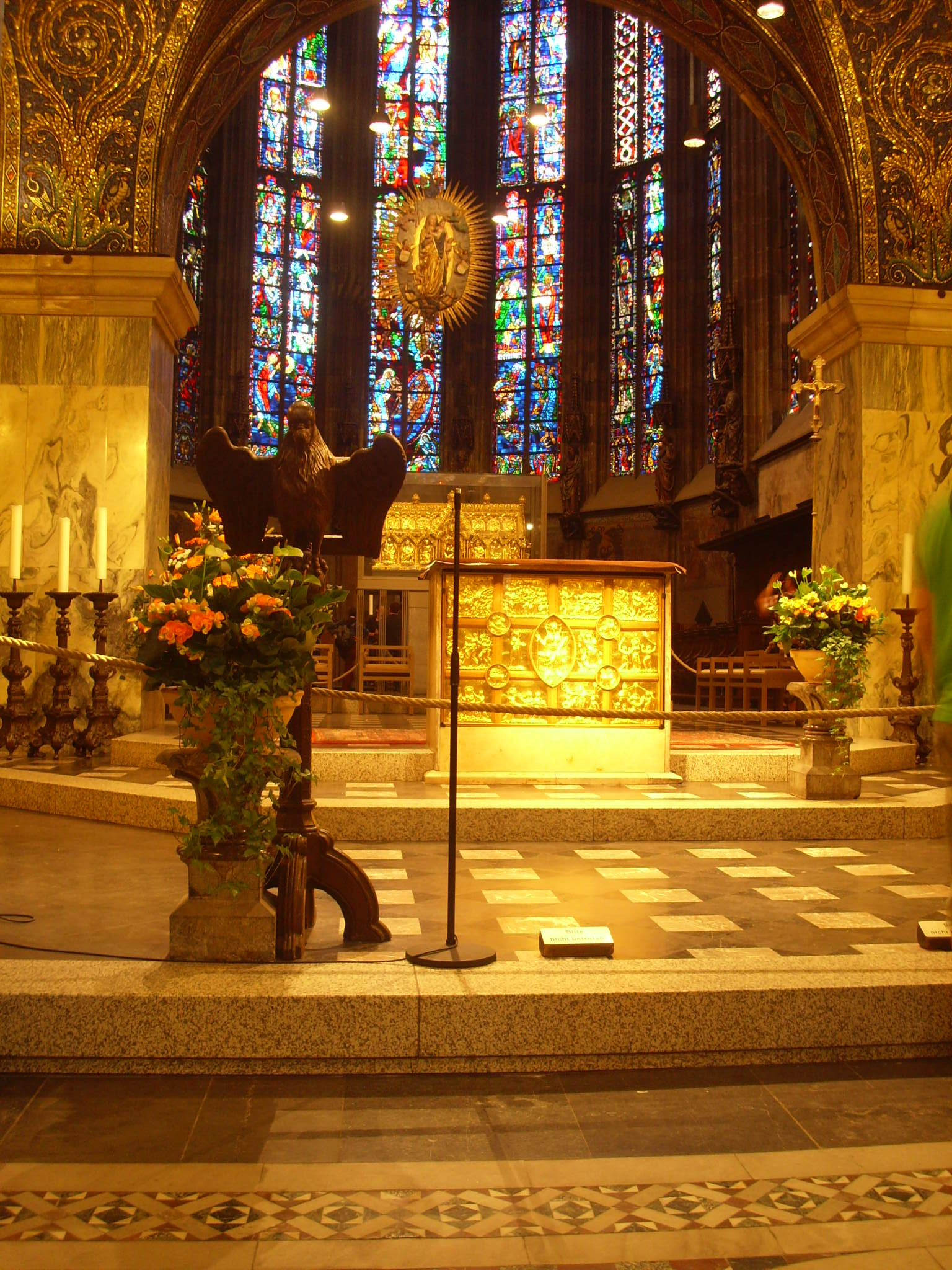
Catedrala din Aachen – priveliște dinspre octogon înspre sala gotică a corului
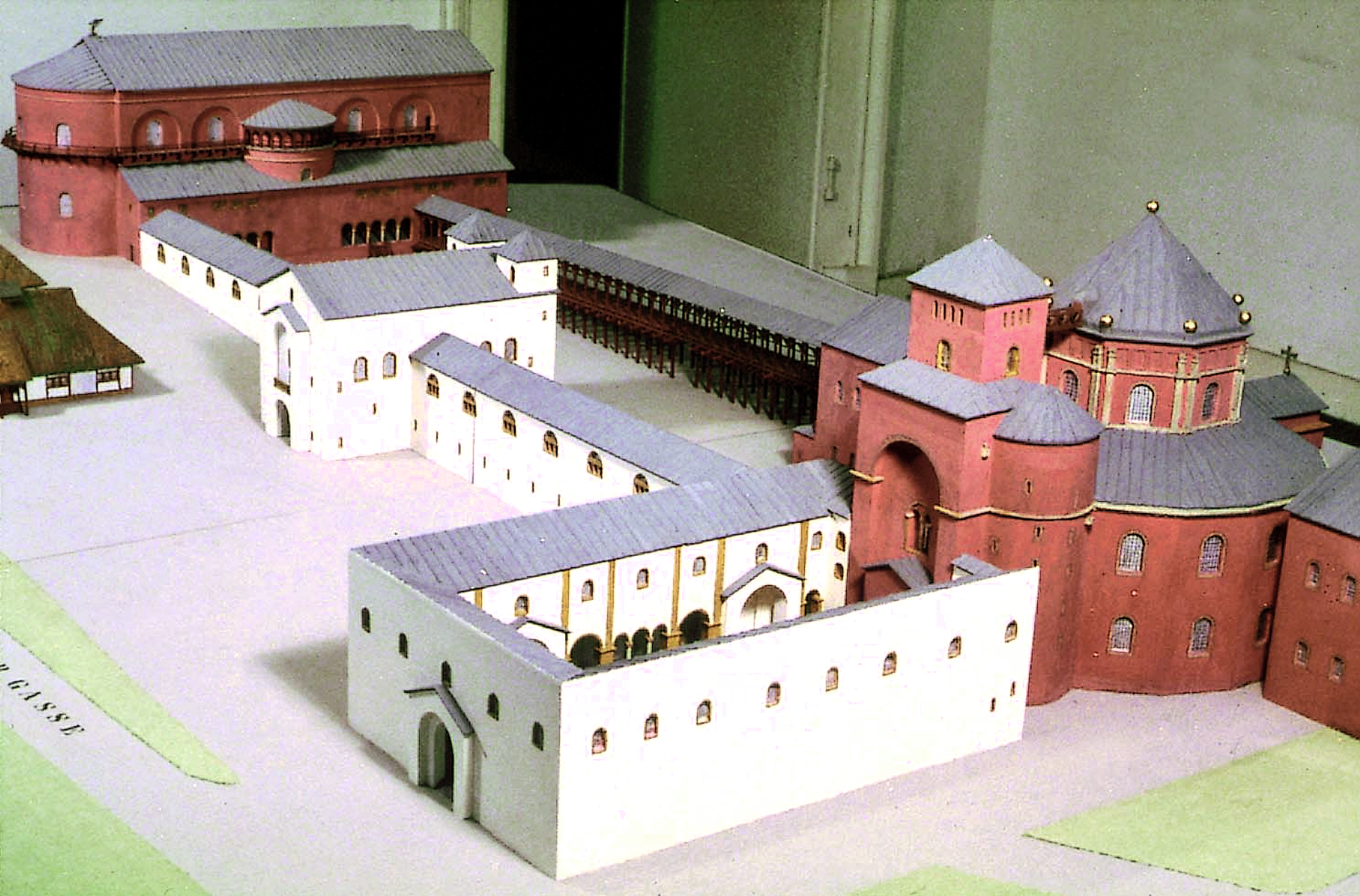
Modelul palatului făcut de Leo Hugot, în 1981. Reconstruirea sălii regale carolingiene, stabilind legătura clădirilor cu capela palatului și cu atrium-ul
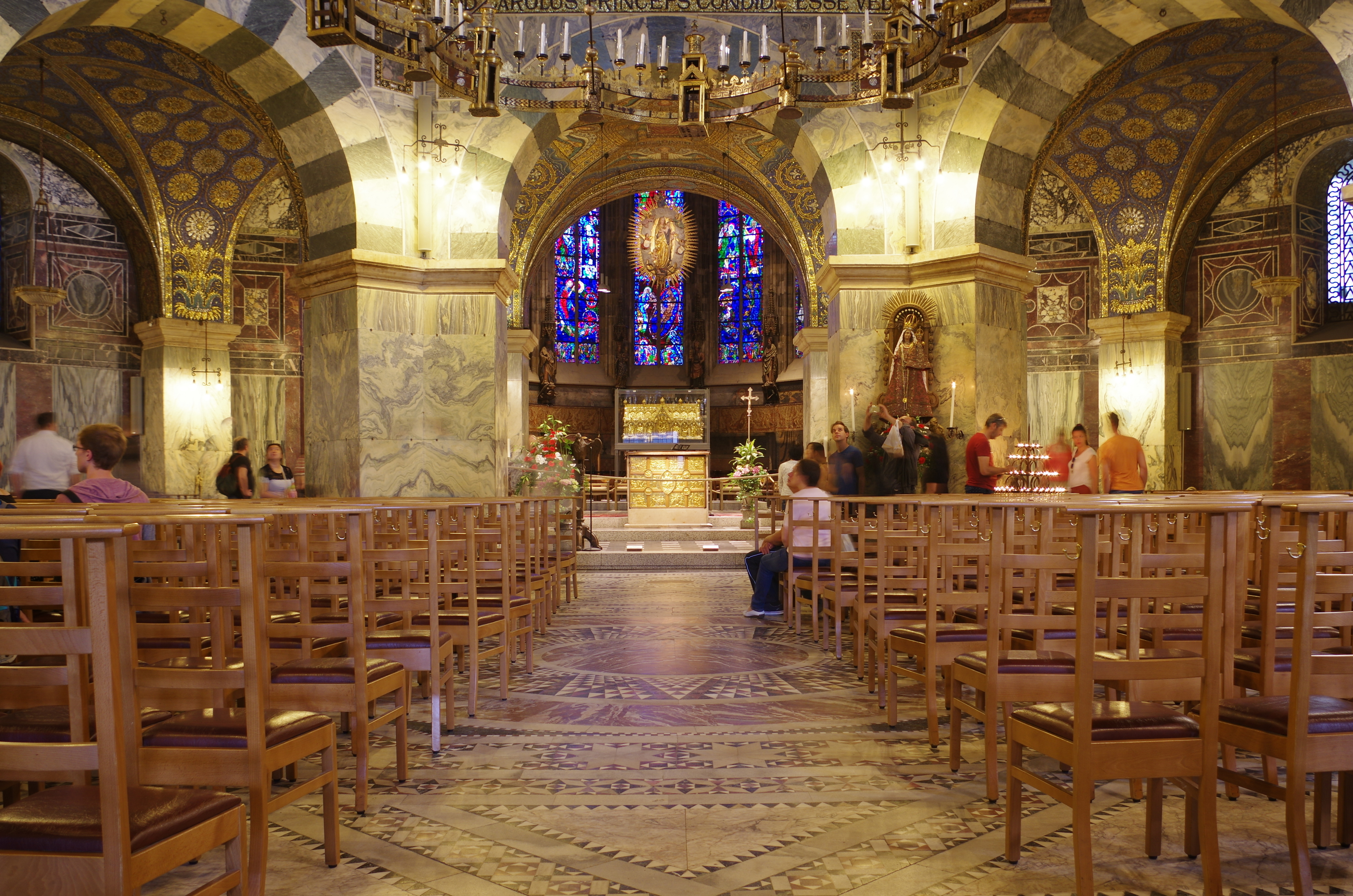
Octogonul catedralei din Aachen

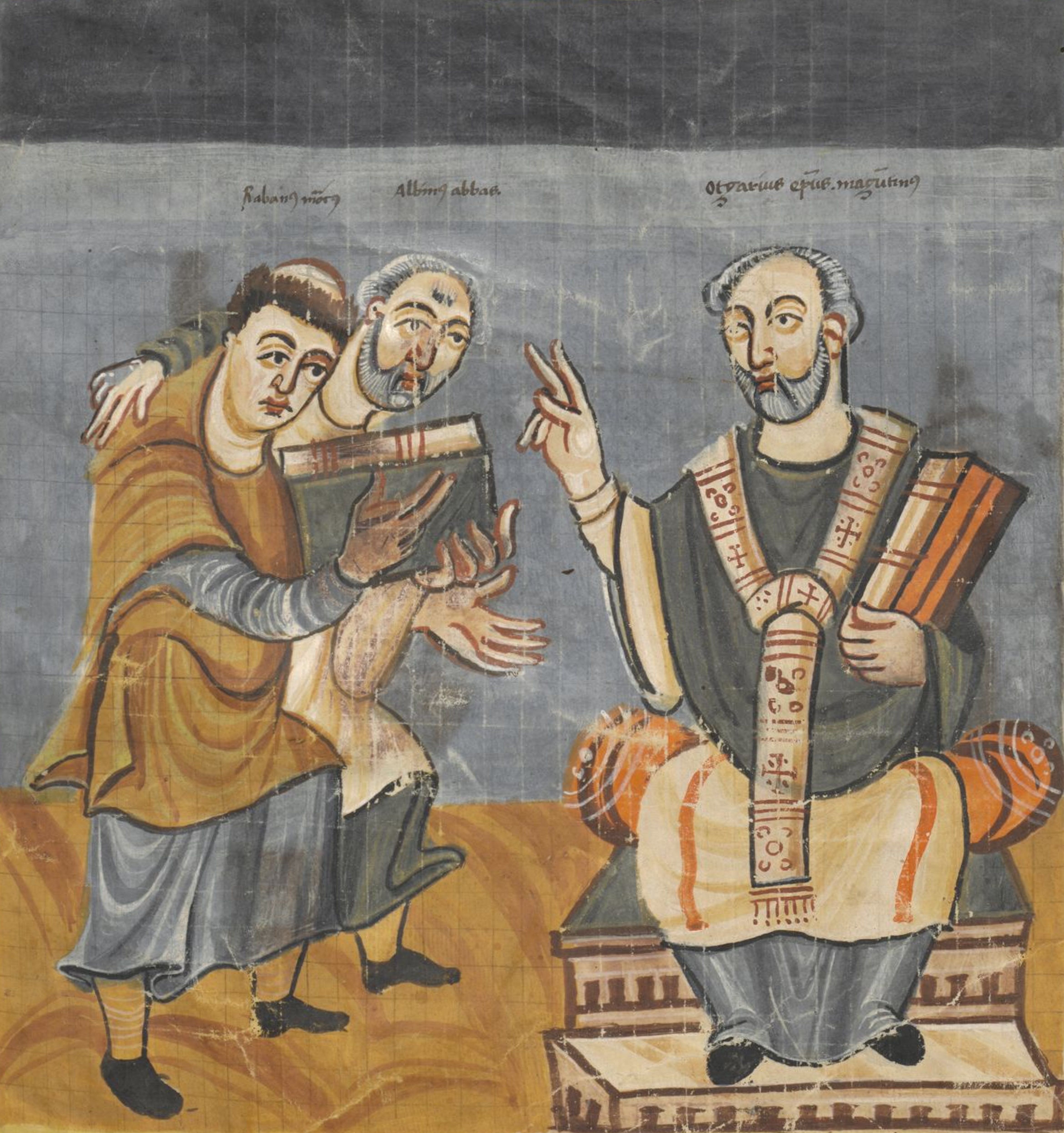
Hrabanus Maurus (stânga), ajutat de Alcuin (mijloc), îi predă lui Otgar de Mainz (dreapta) cartea sa – Ilustrație din Manuscriptum Fuldense, ca. 830

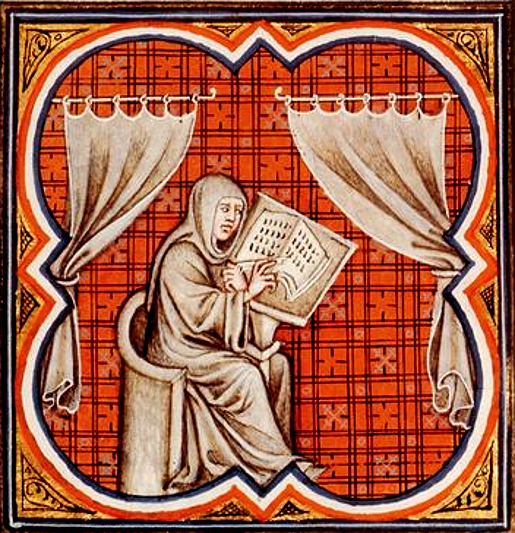
Einhard

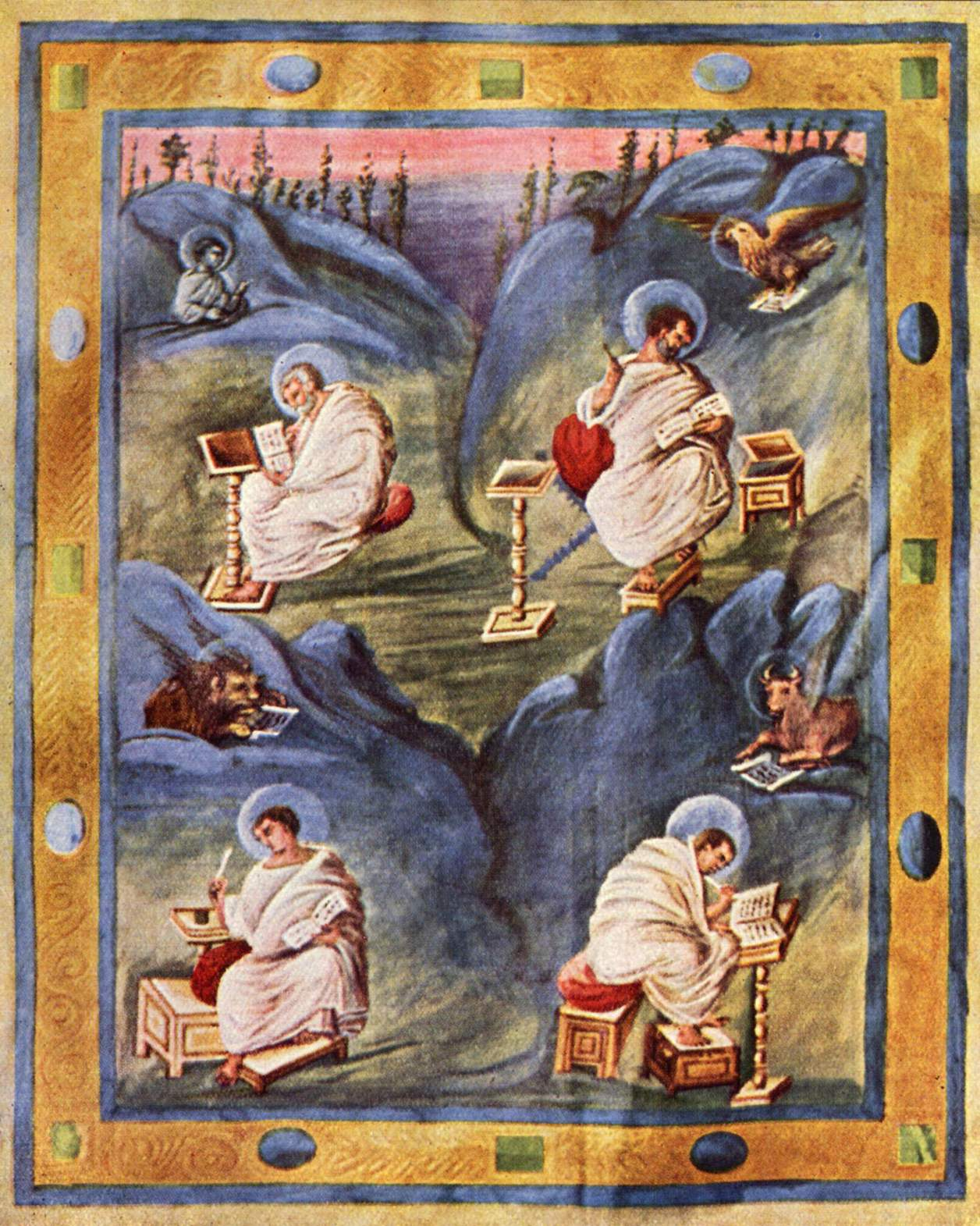
Evanghelii din Aachen

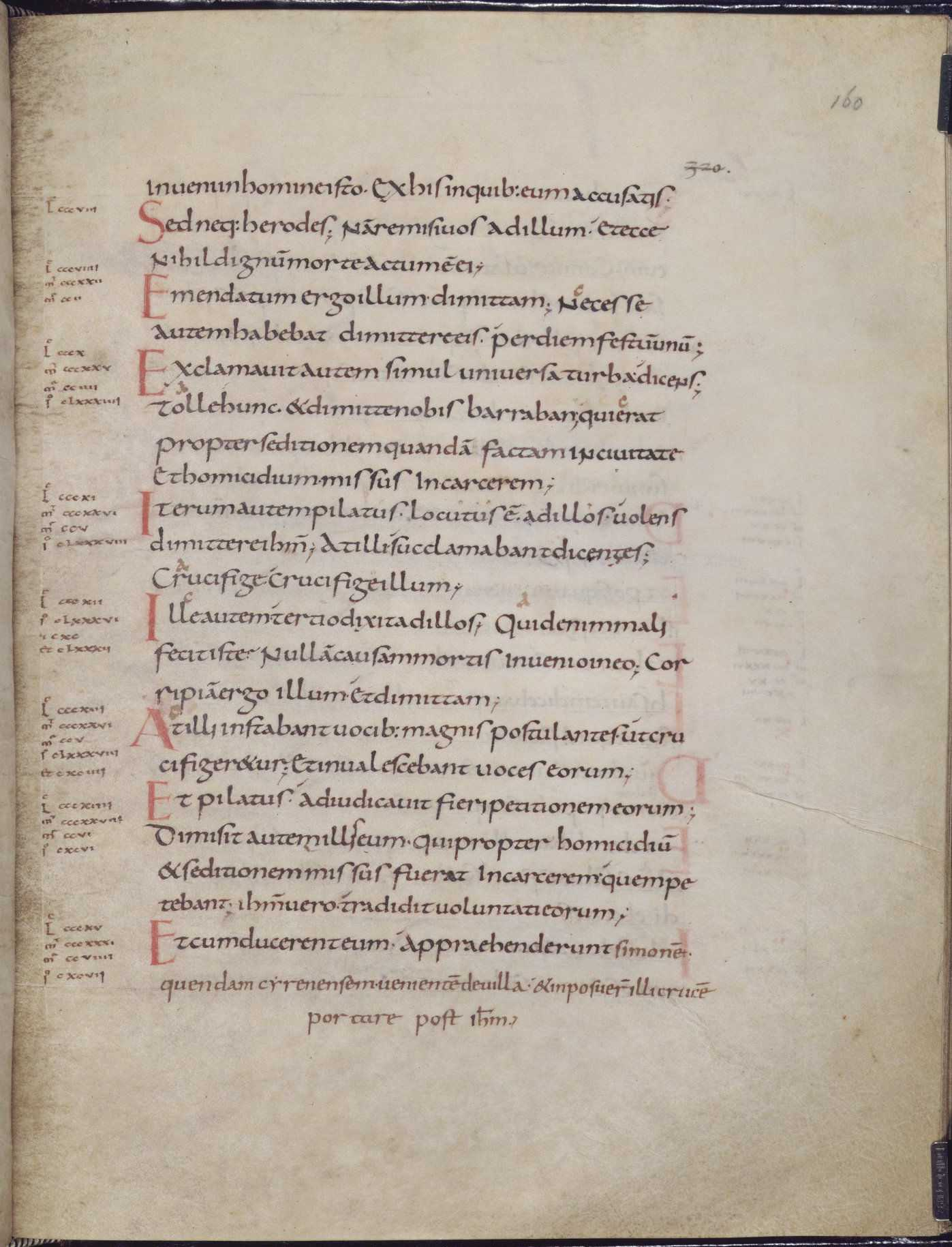
Minuscula carolingiană

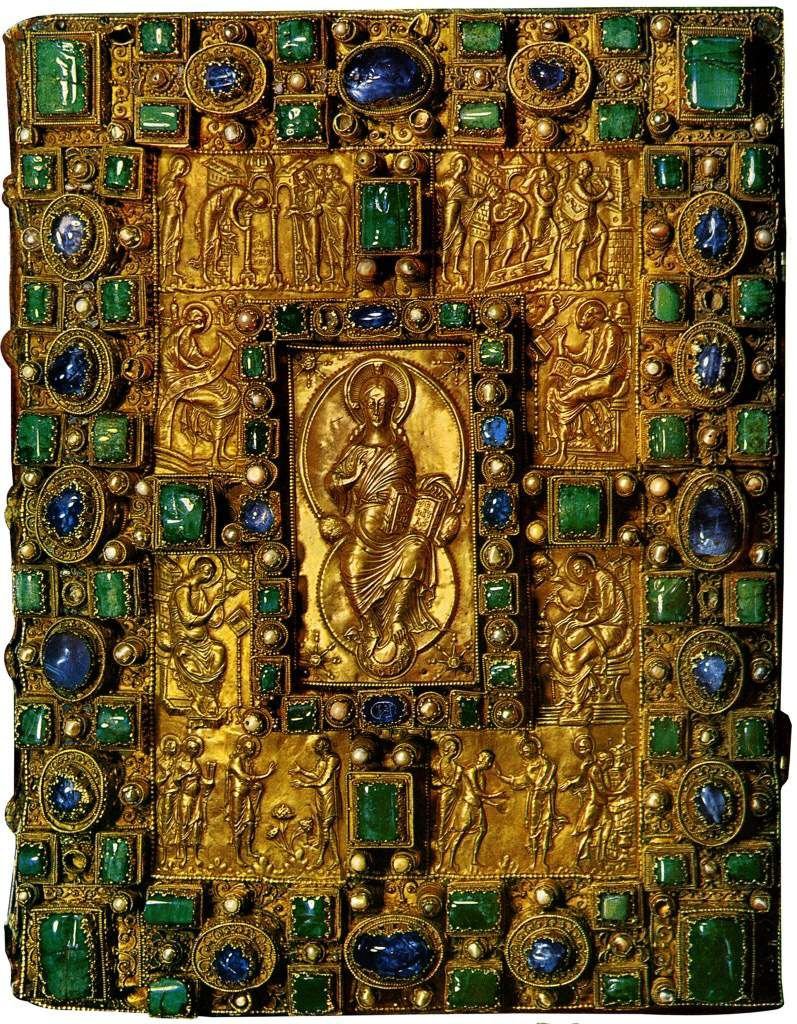
Codex Aureus al Sfântului Emmeram

Perioada carolingiană s-a caracterizat prin tentative de reforma a bisericii, care a avut ca efect revitalizarea culturii și vieții intelectuale, motivele fiind: populațiile numeroase păgâne la est și nord de Rin, decăderea morală a clerului, lipsa uniformității monastice, liturgice și religioase, lipsa unei autorități efective în multe provincii unde erau scaune episcopale vacante, simonia, ruinarea unor mănăstiri. Renașterea carolingiană, după numele lui Carol cel Mare, a reprezentat trezirea la viață a antichității și, în parte, a culturii bizantine în cultura și arta imperiului franc, în secolele al VIII-lea și al IX-lea, în încercarea împăratului Carol cel Mare de a continua și înnoi tradițiile Imperiului roman. Printre cele mai însemnate realizări ale Renașterii carolingiene se numără ilustrațiile de carte din "Evangheliarul lui Carol cel Mare", păstrat la Viena, sau Capela Palatină din Aachen, care amintește de "Bazilica San Vitale" (sec. al VI-lea) din Ravenna, precum și Capela Sankt Michael din Fulda, în stilul bisericii "Santo Stèfano Rotondo" (sec. al V-lea) din Roma. Prezența învățatului Alcuin (latină: Alcuinus) la curtea imperială a stimulat transcrierea textelor vechi și introducerea limbii latine ca limbă literară, fapt determinant pentru evoluția ulterioară în istoria culturală a lumii apusene.
Între anii 794 (moment în care Carol cel Mare începe construcția palatului de la Aachen) și 877 (anul morții lui Carol Pleșuvul)  se poate remarca faptul că atât Carol cel Mare, cât și Ludovic cel Pios au simțit nevoia de a se alipi puterii spirituale, reprezentată prin clerici, din dorința de a păstra cu ajutorul acestora omogenitatea statului franc, în condițiile în care acesta își marea granițele de la o perioadă la alta. După ce a conceput o mai bună repartizare a bogățiilor Bisericilor, după ce a echilibrat condiția precară a călugărilor și preoților cu cea a episcopilor și abaților, și după ce a reinstalat disciplina în cadrul clericilor, ce fusese tolerantă sub merovingieni, Carol cel Mare a sprijinit deschiderea de școli episcopale și mănăstirești  și a făcut apel, pentru ridicarea nivelului cultural al clericilor, la literați originari din regiunile unde se menținuseră importante focare de cultură latină, deci din regiunile care nu decăzuseră din punct de vedere cultural la sfârșitul perioadei merovingiene, așa cum se întâmplase cu cea mai mare parte a Galiei, care pierduse tot cea ce dobândise în perioada precedentă.
Răspunzând invitației regelui, la palatul imperial de la Aachen, adevărat centru de formare a clericilor și de difuzare a culturii, au sosit maeștri vestiți din Italia, Petru din Pisa și Paulin din Aquileea, istoricul Paul Diaconul, din Spania, teologul și gramaticianul Theodulf, care a fost investit mai apoi ca episcop de Orléans, din Irlanda, astronomul Dungal și geograful Dicuil, din Britania anglo-saxonă, filosoful, teologul și literatul Alcuin de York (Albinus Flaccus 735 – 804), care a fost însărcinat să organizeze învățământul. Cu ajutorul acestora au fost reînființate școlile publice după modelul vechi roman, încercându-se astfel să se înlăture practica germanică de educare a tânărului în familie cu ajutorul unui perceptor. Școlile nou înființate se aflau în jurul mănăstirilor. Cea mai importantă școală a fost școala palatină, locul unde au predat intelectualii sus menționați. De reținut este faptul că însuși regele Carol cel Mare a luat lecții de gramatică de la consilierul său cultural Alcuin. La începutul epocii carolingiene precizia gramaticală se pare că avea ca singur scop înțelegerea bine a cuvântului lui Dumnezeu și slujirea Lui cum se cuvine, însă, o dată cu renașterea carolingiană, gramatica s-a transformat profund, și dintr-un simplu manual de reguli elementare de latină, a devenit o disciplină ce regla exprimarea și gândirea. În timpul domniei lui Carol a continuat mișcarea de înnoire din interiorul bisericii inițiată de predecesorii săi. Emitea capitularii, prin care reglementa probleme religioase ce țineau de organizarea clericală, decreta posturi și rugăciuni, își numea favoriții în posturi cheie. Recunoștea autoritatea abaților sau episcopilor pe domeniile bisericești. În rândul missi-lor, unul era episcop, celălalt comite. 
S-a implicat în creștinarea neamurilor germanice rămase păgâne că saxonii, trimițând misionari să predice de la răsărit de Elba, și în Iutlanda. Palatul a devenit un centru cultural. Regele era interesat de promovarea cunoașterii, curtea fiind școală, biblioteca, loc de adunare a cărturarilor și centru de revigorare religioasă. Liderul mișcării culturale a fost Alcuin, conducătorul școlii de York, numit de Carol în fruntea Academiei Palatine din Aachen, ce și-a continuat activitatea că abate la mănăstirea Saint-Martin din Tours după 796. 
Carol a contribuit la fundamentarea ideii imperiale carolingiene, furnizând baza ideologică pentru preluarea coroanei. S-a implicat în dezbaterile iconoclastice. Academia Palatină de la Aachen nu a fost o universitate, însă a fost o instituție educațională. Avea rolul de-ai instrui pe tinerii fii de nobili, dar și pe reprezentanții altor categorii susținute de Carol. Cei care încheiau parcursul formativ al școlii intrau în serviciul regelui, care le acordă funcții, sau activau în structurile bisericești. Se interesa de evoluția academiei, pe care o vizită periodic. Theodulf, cărturar vizigot venit din Spania a fost numit episcop de Orleans, a organizat patru mari școli în dioceza să, a chemat preoți din țara să de origine, organizând alte școli pentru elevii din unele sate seniorale sau libere. Theodulf chiar a preluat rolul de sfătuitor spiritual al împăratului.
Un conciliu de la Mainz în 813 recomandă trimiterea copiilor la școală, fie la episcopii sau mănăstiri, fie la școlile preoțești, fiind instruit în învățătură credinței creștine. S-a impus un nou mod de scriere, bazat pe minusculă carolingiană. Interesul față de operele anticilor a crescut. În biblioteci se află 8000 de manuscrise din perioada carolingiană, printre care și Codex Aureus de la Lorsch, o evanghelia iluminată cu minaturi și decorații aurite. Evenimentele istorice din anii 741-829 au fost înregistrate în Analele regatului francilor. Viață lui Carol a fost consemnată în biografia scrisă de Eginhard, în "Viață lui Carol cel Mare". Restaurarea autorității episcopale a continuat, fiind ridicate la rândul de arhiepiscopii și centre la est de Rin, precum Mainz, Köln și Salzburg. Carol a impus cu succes limitat regulă benedictină că baza a organizării comunităților de călugări. 
Obiectivul principal al renașterii vieții culturale a fost educarea clerului în vederea îndeplinirii corespunzătoare a funcției sale religioase și nu numai, deoarece se poate sesiza cum oamenii Bisericii au devenit cei mai buni colaboratori ai regelui în conducerea treburilor publice. Paginile capitularului despre cultivarea studiilor literare ("capitulare de litteris colendis") ne arată că și laicii erau îndemnați să nu neglijeze studiul literelor, căci numai așa vor reuși să cunoască mai ușor și mai exact misterele Sfintei Scripturi. De asemenea capitularul îl evidențiază și pe Theodulf, episcopul de Orléans, cel care i-a îndemnat pe clericii aflați în subordinea sa să deschidă școli în orașe și sate unde să primească toți copiii care vor să fie instruiți în meșteșugul literelor, fără însă să perceapă o taxă pentru acest lucru. Din spusele episcopului Theodulf rezultă că învățământul era general și gratuit pentru toți oamenii liberi. 
Datorită învățământului practicat în noile școli înființate, care viza în deosebi interesele nobililor, ce-și trimiteau copii cu precădere spre a fi instruiți, cultura a dobândit treptat un caracter clericalo-feudal. Limba folosită în școli și administrație a fost latina clasică deoarece unitatea administrativă a unui imperiu atât de vast, de la Elba și Dunăre la Pirinei, antrenând mai multe popoare laolaltă, nu putea fi menținută dacă fiecare dregător ar fi vorbit dialectul său. Astfel, limba pe care învățații o mânuiau cu ușurință a devenit singura limbă prin intermediul căreia se puteau înțelege toți. Totodată, se pare că, doar prin intermediul acesteia, renașterea carolingiană a reușit să transmită viitorimii ideile autorilor antici. Nu în ultimul rând, Henri Pirenne a considerat limba latină drept instrument al renașterii carolingiene, chiar dacă o privea ca fiind după anul 800 o limbă moartă, savantă.
Amploarea pe care a luat-o scrisul în perioada carolingiană a dus la apariția frumoasei "minuscule carolingiene". Spre deosebire de scrierea merovingiană mult alungită și greu de descifrat, minuscula carolingiană era o scriere ordonată, cu caractere bine definite, rotunjite grațios, ceea ce permitea citirea ei fără efort. Cu toate că putea fi executată mult mai repede față de scrierile anterioare, fiind clară, aceasta  aproape că nu a lăsat impresia unei scrieri de mână. Unciala minusculă carolingiană a reprezentat ultima formă din evoluția scrierii romane. Difuzare sa în Imperiu a adus un progres decisiv în cultură întrucât a fost un instrument cu ajutorul cărora intelectualii carolingieni au scris și tradus deopotrivă mult și în domenii diverse. De asemenea, impunându-se în întreg Occidentul, cu timpul a devenit unul dintre modelele cele mai des folosite până astăzi. Originea minusculei carolingiene pare să fie la Mănăstirea Corbie, deoarece aici s-a descoperit primul manuscris redactat cu aceste litere. Este vorba de Biblia de la Amiens comandată de Maurdramne, abate de Corbie între 772 și 780.
În același timp, în arta picturii murale, a mozaicului, a manuscrisului, era vie tradiția modelelor paleocreștine. De asemenea erau prezente elemente ale realismului roman, alegorii, costume, fonduri de arhitecturi clasice. De reținut este faptul că renașterea artelor, deși a stat sub bagheta politică și religioasă, a reușit să fie totuși mai originală și mai puțin dependentă de aportul străin, sau de cel al trecutului. Artiștii nu au căutat neapărat să copieze modelele clasice, ci să introducă mai de grabă elemente noi.
Din Vita Karoli Magni se știe că dintre toți regii, "cel mai zelos în a-i căuta cu sârguință pe bărbații învățați și în a le înlesni posibilitatea de a-și cultiva în voie înțelepciunea, ceea ce i-a îngăduit să redea întreaga strălucire științei până atunci aproape necunoscute acestei lumi barbare", a fost Carol cel Mare. Activitățile culturale desfășurate de acesta au fost un pas important în procesul prin care poporul german a asimilat învățătura clasică și creștină. Un accent deosebit trebuie pus pe Carol cel Mare în istoria medievală întrucât încoronarea lui ca împărat, de la 25 decembrie 800, este foarte semnificativă, întrucât a marcat unirea populație vechiului Imperiu Roman cu cea a alogenilor. Aceasta a pus capăt visului împăratului din Răsărit de a mai recuceri teritoriile din Apusul Imperiului, ocupate de barbari în secolul al V-lea.
Actul încoronării explică atât prin imaginea papei, cât și cea a lui Carol cel Mare, de ce renașterea carolingiană reprezintă o contopire de forțe, o unire de mai mulți factori care au determinat o nouă sinteză și prin aceasta originală. Practic, ceea ce s-a urmărit după anul 800 a fost nu o restaurare pur și simplu, ci otranslatio imperii translatio studii, adică o strămutare a formelor bătrânului Imperiu pentru a se modela într-o lume tânără.

## Destrămarea Imperiului

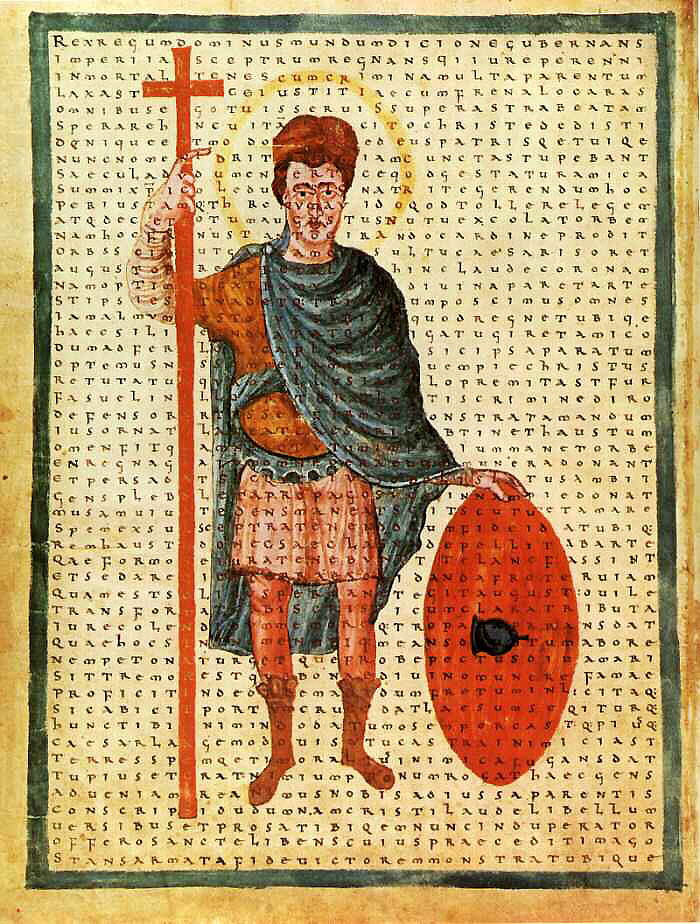
Ludovic cel Pios

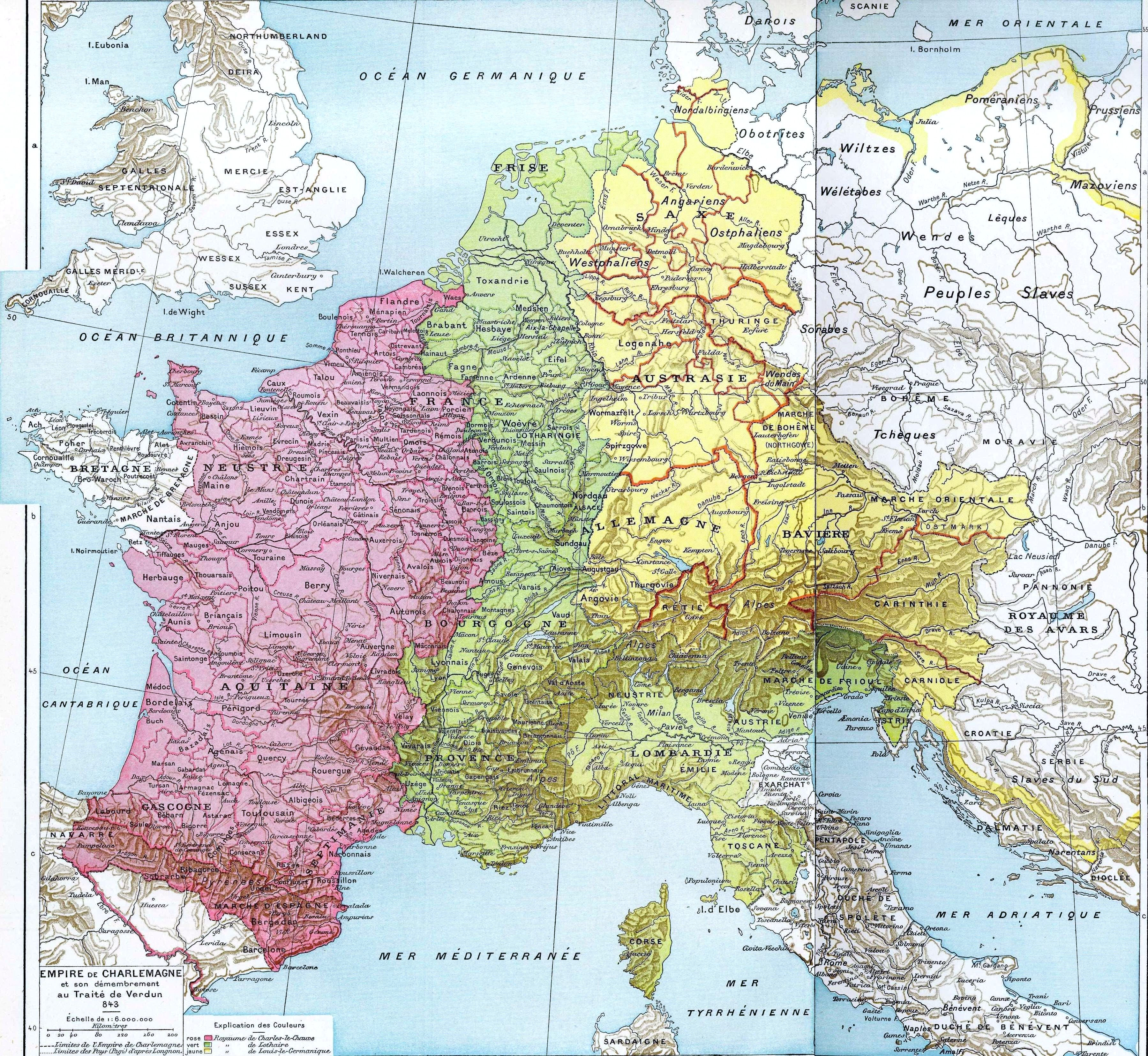
Tratatul de la Verdun (843)

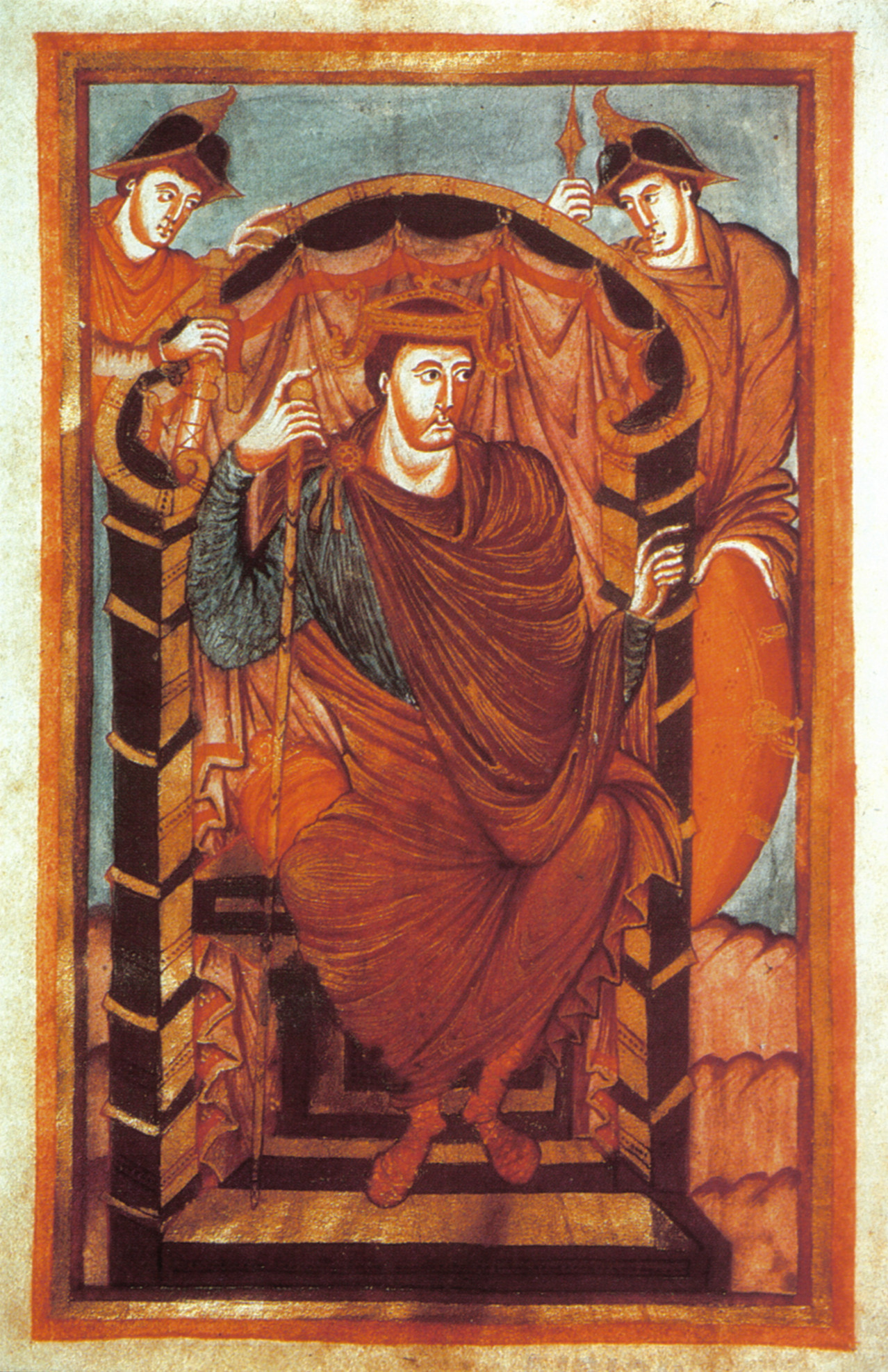
Lothar I
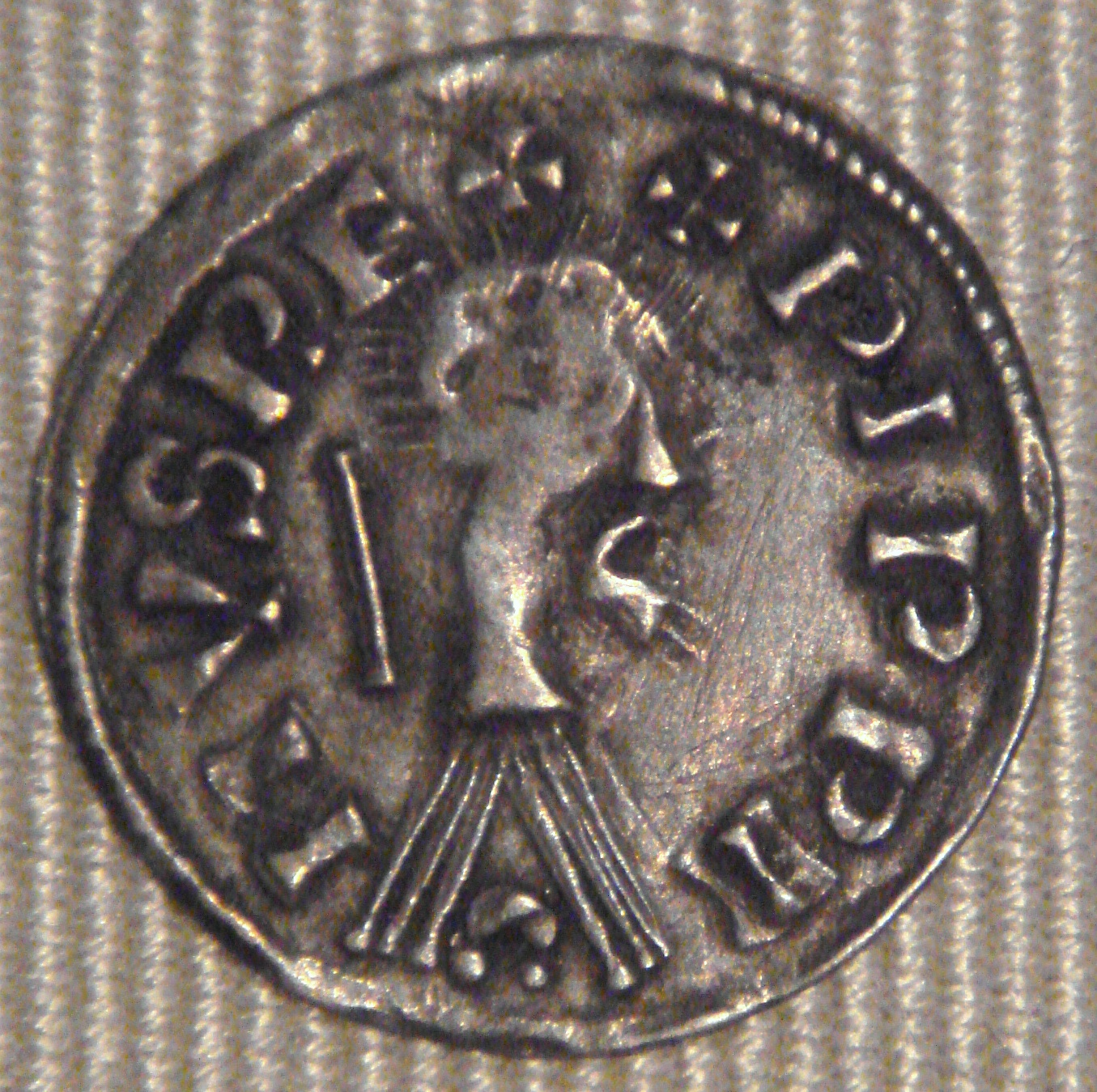
Pepin
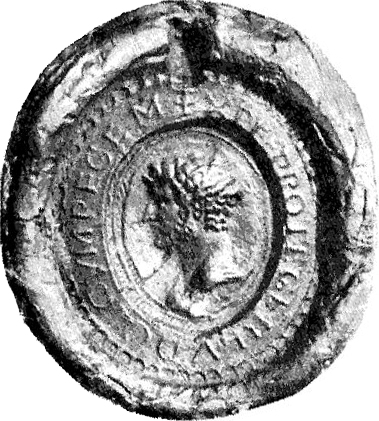
Ludovic Germanicul

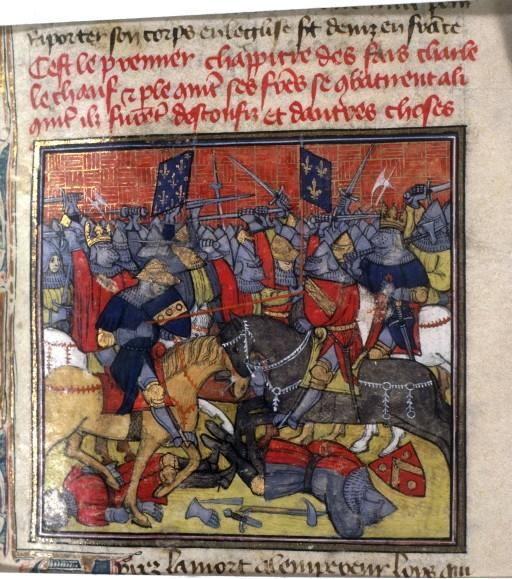

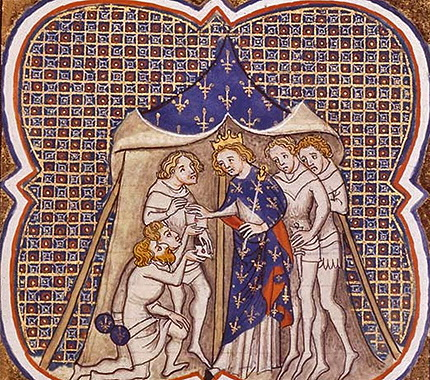
Carol cel Gras

În ciuda eforturilor depuse de Carol, au existat obstacole în calea unificării eterogenului stat franc. Legile populațiilor supuse au fost păstrate, cu unele modificări, iar suveranitatea monarhului era limitată. Capitulariile sunt departe de realitatea din teritoriu. Au existat și opoziții, în 786, comiții din Thuringia s-au revoltat împotriva politicii centriste, iar în 792, o conspirație fără succes încercat să-l pună pe tron pe unul dintre fii lui Carol, Pepin. Carol a înfruntat multe răscoale ale saxonilor, tensiunile din Italia și nordul Spaniei, secete, foamete, ambuscadă din Spania, revoltele din Aquitania, Italia și Saxonia. Clerul nu acceptă teocrația imperială fără a-i opune propriile principii politice și religioase. Nobilimea nu putea fi controlată pe deplin în ciuda legăturilor de fidelitate, cât nu era implicată în acțiuni ofensive, care să furnizeze prăzi și domenii. După 800, expansiunea regatului franc s-a încheiat, iar resursele administrative erau insuficiente. Acțiunile din ultima parte a domniei lui Carol erau doar preventive, că apărarea hotarelor de slăvi din 806-809 sau a urmărit împărțirea și recunoașterea sferelor de influență. Spre sfârșitul vieții, în 806, Carol a împărțit regatul între cei trei fii ai săi: fiul mai mare, Carol cel Pleșuv, a primit Austrasia, Neustria, nordul Burgundiei și Saxonia. Pepin a obținut Italia și Bavaria, iar Ludovic a primit Aquitania și Provența. Ultimii ani de domnie ai lui Carol au cunoscut începutul declinului. Izvoarele vorbesc despre semne de rău augur: seceta, foamete, epidemii, cutremure sau moartea elefantului dăruit de Harun al Rashid, apariția unei comete. Capitulariile și cronicile pomenesc despre măsuri împotriva refuzului de a veni la oaste, vagabondajului, hoției, despre acțiuni războinice împotriva danezilor și slavilor ce profitau de situația în care regele era bolnav și bătrân și nu mai putea reacționa cu vigoarea de altădată. În 810, moare Pepin, iar în 811, Carol. Astfel, Carol cel Mare a fost determinat să-l încoroneze la Aachen, în septembrie 813, pe singurul fiu rămas, Ludovic cel Pios, și să-l asocieze la domnie. Câteva luni mai târziu, pe 28 ianuarie 814, Carol cel Mare a murit la Aachen, trupul sau fiind înmormântat în catedrala de la palat. Carol a acordat trei sferturi din metalul prețios strâns în tezaur să fie distribuit la 21 de biserici mitropolitane din regat, iar fiilor săi le-a fost oferit doar 8% din tezaur, precum și săracilor și slujitorilor credincioși din palat. 
Sub Ludovic cel Pios, Aachen a rămas reședința principala, deși mergea deseori la reședința de la Compiegne, unde a întrunit adunările generale din 816-820. A depus eforturi pentru a face administrația și legislația să fie mai eficiente. A mărit numărul missi-lor în 825 ce aveau să acopere cele trei vechi regate: Austrasia, Neustria și Burgundia. A mărit numărul adunărilor publice pentru a dezbate problemele regatului de trei ori pe an. A căutat să păstreze statutul de mare putere al regatului franc. A urmărit menținerea croaților și sorabilor sub protectoratul franc. Hamburg a devenit reședința unei episcopii în 831, dar a fost distrus de danezi, această fiind mutată la Bremen. 
În 817, prin Ordinatio Imperii, imperiul urmă să fie divizat: Ludovic păstra teritoriile Neustria, Austrasia ,Burgundia, Alamania și Provența, Lothar, asociat la domnie, guverna în Italia, primind Alamania și Provența, Pepin a primit Aquitania, iar Ludovic "Germanicul" a primit Bavaria; formându-se astfel o confederație de regate.Împăratul dorea de asemenea să coopereze și să se întâlnească anual cu fii săi. Pepin s-a răsculat pentru că tatăl sau intervenea în problemele Aquitaniei. Împăratul s-a căsătorit cu Judith, cea care l-a născut pe Carol cel Pleșuv, căruia i-a oferit o parte din Burgundia. Opozanții lui Ludovic au încercat să-l înlăture. În 830, împăratul a fost înlăturat de Pepin. Lothar a preluat puterea în Austrasia, iar împăratul și-a recăpătat tronul cu ajutorul supușilor fideli. Fiind nemulțumit de atitudinea să, Ludovic i-a luat Aquitania lui Pepin și i-a oferit-o lui Carol . Conflictul a reizbucnit în 833. 
Venit din Italia cu Papa Grigore IV, Lothar l-a obligat la penitență pe tatăl sau, l-a detronat și și-a asumat puterea. Dar împăratul avea susținători, Ludovic Germanicul și Pepin,ce i-au venit în ajutor. Ludovic a fost reinvestit că împărat în 834 și și-a iertat fii rebeli. În 840, împăratul Ludovic a murit. 
A urmat un război civil, prin care Lothar s-a aliat cu Pepin al II-lea, fiul lui Pepin al Aquitaniei, împotriva lui Carol cel Pleșuv și Ludovic Germanicul. Fiecare tabăra a eliminat nobilii și clericii locali din părțile adverse. Le-au confiscat domeniile acestora și le-au distribuit supușilor fideli După multe lupte, în 843, prin Tratatul de la Verdun, cei trei frați au decis o nouă împărțire a imperiului . Lothar a primit titlul de împărat, Italia, teritoriul dintre Ron și Rin până la Frizia, fiind denumită Lotharingia. Ludovic Germanicul a primit partea de la est de Rin, orașele Speyer, Mainz și Worms, de pe malul de vest al răului, iar Carol cel Pleșuv a primit partea de la vest de Ron și Meuse, și Aquitania. Tratatul a fost rezultat în urmă unei negocieri dure între frați, dar nu s-a garantat stabilitatea noilor regate. În 858, Ludovic Germanicul l-a atacat pe Carol cel Pleșuv, pretinzând că a răspuns invitației unor membri nobili nemulțumiți de domnia să. Carol cel Pleșuv, bun diplomat și luptător fără experiență, a atras de partea să nobilii franci din nord. În Aquitania s-a stabilit Pepin al II-lea, însă din 848, magnații, episcopii și abatii au cedat și l-au ales că rege pe Carol cel Pleșuv, fiind uns la Orleans. Nu a mai acordat provincii fiilor săi, astfel, nobilii urmau să depindă de rege pentru obținerea favorurilor. 
Regatul franc s-a confruntat însă cu atacurile normanzilor din partea apuseană. Un fost aliat danez, Ragnar, a atacat Parisul în 845, unde a spânzurat 111 de prizonieri. Ragnar a fost mituit cu 7000 de livre de argint să se retragă. Atacurile și jafurile pe valea Senei și Loarei au crescut provocând fugă țăranilor, precum și plata răscumpărărilor. Carol a recrutat conducători normanzi de partea să, a ridicat poduri și fortificații, a crescut rolul cavaleriei, a impus taxele. Dar pierdea controlul și prestigiul. S-a întâlnit cu frații săi în mai multe rânduri. Lothar și-a impus controlul asupra teritoriului căruia îi revenise. În 855, acesta a murit la mănăstirea din Prum. Fii lui Lothar au divizat regatul tatălui lor: Ludovic al II-lea a devenit împărat și a preluat Italia, Carol a devenit rege în Provența, iar Lothar al II-lea a primit Lotharingia, devenind o zona de dispută dintre Carol cel Pleșuv și Ludovic Germanicul. După moartea lui Lothar al II-lea, posesiunile au fost împărțite de Carol cel Pleșuv și Ludovic Germanicul, retrasând hotarele stabilite la Verdun între Francia apuseană și cea răsăriteană. Carol a luat Liege, Cambrai, Besancon, Lyon și Vienne, iar Ludovic a luat Cologne, Trier, Metz și Strasbourg. 
Regatul lui Ludovic Germanicul s-a stabilizat, fiind mai puțin dependent de facțiunile nobiliare, și a condus campanii împotriva slavilor, autoritatea să fiind respectată decât în Francia apuseană. S-a înfruntat cu probleme în Saxonia și Thuringia, aranjând alianțe matrimoniale pentru a păstra loialitatea nobililor. După moartea sa , fii săi au primit regiunile pe criterii etnice: Ludovic cel Tânăr-Franconia, Thuringia și Saxonia; Carloman-Bavaria; Carol cel Gros-Suabia și Raetia. Unitatea și stabilitatea Franciei răsăritene a devenit o amintire. Carol cel Pleșuv a ocupat însă Italia și s-a încoronat că împărat al Occidentului în 875, cu sprijinul papei Ioan al VIII-lea. S-a îmbolnăvit și a murit pe 6 octombrie 877. A urmat o perioada de instabilitate în Franca apuseană. Urmașii săi au acordat onoruri, domenii , abații și comitate pentru a atrage fidelii, formându-se dinastii de deținători ereditari de funcții comitale, aristocrația devenind indispensabilă pentru menținerea puterii regale. Autoritatea regelui s-a diminuat, iar forțele locale s-au extins și au devenit autonome. În final, succesiunea de regi minori sau neexperimentați au dus la stingerea dinastiei Carolingienilor.  
Cei doi regi încoronați de magnații regatului în 880, care au împărțit Francia apuseană: Ludovic al III-lea (Neustria) și Carloman (Aquitania) au murit la scurt timp. Carol cel Gros a reunificat nominal Francia Apuseană fără Provența, Francia răsăriteană și Italia, domnind că împărat din 881 până în 887. A fost obligat să abdice în adunarea de la Trier în 887 pentru că nu a făcut față atacurilor normanzilor. 
La apus de Rin, în luptele ce au urmat detronării lui Carol cel Gros, seniorii locali s-au raliat în jurul contelui Parisului, Odo, fiul lui Robert cel Tare, a cărei stăpânire asupra comitatelor Angers, Tours, Blois și Orleans, a fost recunoscută de Carol cel Gros în 886. Odo nu era carolingian, dar era avantajat căci avea numeroși vasali, fiind omul de încredere al împăratului și se remarcase în apărarea Parisului în timpul asediilor normande, și în Bătălia de la Montfaucon⁠(d) din 888. Odo a fost ales rege de nobili și episcopi, obținând și sprijinul lui Arnulf, regele Franciei occidentale, căruia i-a devenit formal, vasal. După ce s-a străduit să lupte împotriva normanzilor, în 889, a decis să accepte plata unui tribut, iar în 892, normanzii au părăsit Francia. A continuat să convoace adunări generale și concilii, a confirmat actele de danii și imunitățile anterioare și a numit conți și margrafi. A renunțat la administrarea comitatelor, cedându-le fratelui sau Robert, ce l-a succedat. În 893, Carol cel Simplu a fost încoronat la Reims de rivalul sau, arhiepiscopul Fulques, Neustria și Aquitania au rămas fidele lui Odo, că cărui putere a fost restituită în 895. În 897, Odo l-a recunoscut pe Carol drept urmaș la tron, în împrejurări neclare. Carol cel Simplu a avut o domnie lungă, familia carolingienilor revenind la tronul Franciei apusene. A fost marcată de o liniște relativă din partea aristocrației, de sedentarizarea normanzilor la gurile Senei, în teritoriul ce se va numi Normandia. Fiind învins lângă Chartres de Robert, fratele fostului rege Odo, ajutat de Richard Justițiarul, duce autonom, conte de Autun, Rollo a acceptat să renunțe la atacuri și s-a creștinat, primind statutul de vasal și conte al regelui, precum și o parte din Neustria-Normandia. În 911, Ludovic Copilul a murit și a fost urmat la tronul Franciei răsăritene de către Conrad. Carol a fost ales rege și de marii seniori din Lotharingia, readucând vechule posesiuni ale Pepinizilor de la Herstal și Metz și capitală Aachen. A fost proclamat că rege Robert în 922, dar a fost ucis în 923 în Format:Ill-wdQ945396, în timp ce Carol a fost capturat de contele de Vermandoin, Herbert al II-lea. A urmat Rudolf , proclamat rege de nobili. A fost prins la mijloc în luptele dintre nobilii regatului: Herber al II-lea și Hugo, fiul lui Robert I. Rudolf și-a menținut poziția pe care o deținea în Burgundia, fiind baza puterii. S-a confruntat cu un atac al vikingilor în 924, apoi cu atacul maghiarilor ce au devastat regiunea Champagne între 930-935. Sub Ludovic al IV-lea, rege între 936-954, a petrecut la curtea lui Eduard cel Bătrân din Anglia. Ludovic a reușit să ajungă pe tronul Franciei cu sprijinul lui Hugo. Că lider, Hugh controla Sena și Loara din Neustria, comitatele Tours, Angers și Paris, avea domenii în Orleans, Berry, Mâine și Meaux, era abate laic la multe mănăstiri că Saint Martin, Saint Denis etc. și avea un număr mare de vasali. Prima să soție îl susținea pe Ludovic al IV-lea, iar a două soție a să era fiica lui Henric Păsărarul, iar apropierea regelui de ducele Burgundiei au dus la răcirea relațiilor dintre cele două părți și la un lung conflict după 937. După excomunicarea să, Hugo a cedat și l-a recunoscut pe Ludovic drept suzeran. Dar regele Franciei apusene a pierdut influență asupra Lotharingiei, în favoarea lui Otto I. 
După o domnie turbulentă, Ludovic a murit într-un accident. A fost urmat la tron de fiul sau, Lothar. În 956, Hugo a murit. Fii acestuia, Hugo și Odo au depus jurământ lui Lothar în 960. Lothar era regele Franciei și Burgundiei și încerca să-și impună autoritatea în regiunile periferice, să obțină controlul asupra nobililor ce-i cereau sprijinul și protecția acestuia, să strângă legăturile de fidelitate, prin negocieri și alianțe matrimoniale, fiind recunoscut temporar în Flandra și Aquitania. Dorind să reobțină Lotharingia, în 978, a intrat în Aachen, iar Otto al II-lea l-a contracarat. Otto a intrat în Francia, a distrus palatele regale de la Compiegne și Attigny, instituindu-l pe Carol, fratele lui Lothar, că rege. În 980 a fost încheiată pacea și Lothar a renunțat la pretențiile sale asupra Lotharingiei. L-a încoronat pe fiul sau, Ludovic al V-lea că moștenitor. După scurtă domnie marcată de ceartă dintre rege și arhiepiscopul de Reims, acesta a murit în 987, din cauza unui accident. S-a evidențiat Hugo, numit "Capet", fiul lui Hugo cel Mare. A fost unul dintre nobilii influenți, iar magnații l-au acceptat că lider al adunării. A fost proclamat rege și încoronat și uns la Adalberon.

## Sociaetate

### Religie
În ceea ce privește politica sa religioasă, Carol cel Mare a dorit să încerce să-i convertească pe toți cei din statul său la creștinism. Prin extinderea imperiului său, Carol a dorit de asemenea să extindă creștinismul în teritoriile dominate de păgâni.